# Аксьонова — Залокоцького тема
Те́ма Аксьо́нова – Залоко́цького — тема в шаховій композиції. Суть теми — в процесі рішення чорні чи білі фігури віддаляються одна від одної, але можуть так діяти одночасно білі й чорні. Існують такі форми теми: чорна, біла, змішана, повна.

## Історія
Першу задачу з цією ідеєю опублікував шаховий композитор Роман Залокоцький в 1959 році. Вступний хід білих і матуючий  в одному із варіантів саме відповідає ідеї. В 2009 році  Віктор Іванович Аксьонов (03.09.1956) з Донецька і Роман Федорович Залокоцький (03.05.1940) зі Самбора запропонували для розробки цю ідею в кооперативному жанрі.
В задачі фігури в процесі рішення взаємно віддаляються одна від одної. Спочатку в кооперативному жанрі, а згодом і в ортодоксальних задачах було складено ряд задач із задумом, коли взаємно віддаляються білі фігури, чорні фігури, а також одночасно і білі, і чорні, що слугувало розробці різних форм ідеї.
Цей задум дістав назву — тема Аксьонова — Залокоцького. Віктор Іванович Аксьонов свої задачі друкує під псевдонімом Віталій Аксьонов.
|   | a | b | c | d | e | f | g | h |   |
| 8 | b7 білий слон · d7 чорний пішак · c6 чорний пішак · d6 білий пішак · h6 чорний пішак · b5 чорний пішак · e5 біла тура · f5 біла тура · a4 чорний кінь · c4 чорний король · d4 чорний пішак · f4 білий король · a2 білий кінь · c2 білий пішак | b7 білий слон · d7 чорний пішак · c6 чорний пішак · d6 білий пішак · h6 чорний пішак · b5 чорний пішак · e5 біла тура · f5 біла тура · a4 чорний кінь · c4 чорний король · d4 чорний пішак · f4 білий король · a2 білий кінь · c2 білий пішак | b7 білий слон · d7 чорний пішак · c6 чорний пішак · d6 білий пішак · h6 чорний пішак · b5 чорний пішак · e5 біла тура · f5 біла тура · a4 чорний кінь · c4 чорний король · d4 чорний пішак · f4 білий король · a2 білий кінь · c2 білий пішак | b7 білий слон · d7 чорний пішак · c6 чорний пішак · d6 білий пішак · h6 чорний пішак · b5 чорний пішак · e5 біла тура · f5 біла тура · a4 чорний кінь · c4 чорний король · d4 чорний пішак · f4 білий король · a2 білий кінь · c2 білий пішак | b7 білий слон · d7 чорний пішак · c6 чорний пішак · d6 білий пішак · h6 чорний пішак · b5 чорний пішак · e5 біла тура · f5 біла тура · a4 чорний кінь · c4 чорний король · d4 чорний пішак · f4 білий король · a2 білий кінь · c2 білий пішак | b7 білий слон · d7 чорний пішак · c6 чорний пішак · d6 білий пішак · h6 чорний пішак · b5 чорний пішак · e5 біла тура · f5 біла тура · a4 чорний кінь · c4 чорний король · d4 чорний пішак · f4 білий король · a2 білий кінь · c2 білий пішак | b7 білий слон · d7 чорний пішак · c6 чорний пішак · d6 білий пішак · h6 чорний пішак · b5 чорний пішак · e5 біла тура · f5 біла тура · a4 чорний кінь · c4 чорний король · d4 чорний пішак · f4 білий король · a2 білий кінь · c2 білий пішак | b7 білий слон · d7 чорний пішак · c6 чорний пішак · d6 білий пішак · h6 чорний пішак · b5 чорний пішак · e5 біла тура · f5 біла тура · a4 чорний кінь · c4 чорний король · d4 чорний пішак · f4 білий король · a2 білий кінь · c2 білий пішак | 8 |
| 7 | b7 білий слон · d7 чорний пішак · c6 чорний пішак · d6 білий пішак · h6 чорний пішак · b5 чорний пішак · e5 біла тура · f5 біла тура · a4 чорний кінь · c4 чорний король · d4 чорний пішак · f4 білий король · a2 білий кінь · c2 білий пішак | b7 білий слон · d7 чорний пішак · c6 чорний пішак · d6 білий пішак · h6 чорний пішак · b5 чорний пішак · e5 біла тура · f5 біла тура · a4 чорний кінь · c4 чорний король · d4 чорний пішак · f4 білий король · a2 білий кінь · c2 білий пішак | b7 білий слон · d7 чорний пішак · c6 чорний пішак · d6 білий пішак · h6 чорний пішак · b5 чорний пішак · e5 біла тура · f5 біла тура · a4 чорний кінь · c4 чорний король · d4 чорний пішак · f4 білий король · a2 білий кінь · c2 білий пішак | b7 білий слон · d7 чорний пішак · c6 чорний пішак · d6 білий пішак · h6 чорний пішак · b5 чорний пішак · e5 біла тура · f5 біла тура · a4 чорний кінь · c4 чорний король · d4 чорний пішак · f4 білий король · a2 білий кінь · c2 білий пішак | b7 білий слон · d7 чорний пішак · c6 чорний пішак · d6 білий пішак · h6 чорний пішак · b5 чорний пішак · e5 біла тура · f5 біла тура · a4 чорний кінь · c4 чорний король · d4 чорний пішак · f4 білий король · a2 білий кінь · c2 білий пішак | b7 білий слон · d7 чорний пішак · c6 чорний пішак · d6 білий пішак · h6 чорний пішак · b5 чорний пішак · e5 біла тура · f5 біла тура · a4 чорний кінь · c4 чорний король · d4 чорний пішак · f4 білий король · a2 білий кінь · c2 білий пішак | b7 білий слон · d7 чорний пішак · c6 чорний пішак · d6 білий пішак · h6 чорний пішак · b5 чорний пішак · e5 біла тура · f5 біла тура · a4 чорний кінь · c4 чорний король · d4 чорний пішак · f4 білий король · a2 білий кінь · c2 білий пішак | b7 білий слон · d7 чорний пішак · c6 чорний пішак · d6 білий пішак · h6 чорний пішак · b5 чорний пішак · e5 біла тура · f5 біла тура · a4 чорний кінь · c4 чорний король · d4 чорний пішак · f4 білий король · a2 білий кінь · c2 білий пішак | 7 |
| 6 | b7 білий слон · d7 чорний пішак · c6 чорний пішак · d6 білий пішак · h6 чорний пішак · b5 чорний пішак · e5 біла тура · f5 біла тура · a4 чорний кінь · c4 чорний король · d4 чорний пішак · f4 білий король · a2 білий кінь · c2 білий пішак | b7 білий слон · d7 чорний пішак · c6 чорний пішак · d6 білий пішак · h6 чорний пішак · b5 чорний пішак · e5 біла тура · f5 біла тура · a4 чорний кінь · c4 чорний король · d4 чорний пішак · f4 білий король · a2 білий кінь · c2 білий пішак | b7 білий слон · d7 чорний пішак · c6 чорний пішак · d6 білий пішак · h6 чорний пішак · b5 чорний пішак · e5 біла тура · f5 біла тура · a4 чорний кінь · c4 чорний король · d4 чорний пішак · f4 білий король · a2 білий кінь · c2 білий пішак | b7 білий слон · d7 чорний пішак · c6 чорний пішак · d6 білий пішак · h6 чорний пішак · b5 чорний пішак · e5 біла тура · f5 біла тура · a4 чорний кінь · c4 чорний король · d4 чорний пішак · f4 білий король · a2 білий кінь · c2 білий пішак | b7 білий слон · d7 чорний пішак · c6 чорний пішак · d6 білий пішак · h6 чорний пішак · b5 чорний пішак · e5 біла тура · f5 біла тура · a4 чорний кінь · c4 чорний король · d4 чорний пішак · f4 білий король · a2 білий кінь · c2 білий пішак | b7 білий слон · d7 чорний пішак · c6 чорний пішак · d6 білий пішак · h6 чорний пішак · b5 чорний пішак · e5 біла тура · f5 біла тура · a4 чорний кінь · c4 чорний король · d4 чорний пішак · f4 білий король · a2 білий кінь · c2 білий пішак | b7 білий слон · d7 чорний пішак · c6 чорний пішак · d6 білий пішак · h6 чорний пішак · b5 чорний пішак · e5 біла тура · f5 біла тура · a4 чорний кінь · c4 чорний король · d4 чорний пішак · f4 білий король · a2 білий кінь · c2 білий пішак | b7 білий слон · d7 чорний пішак · c6 чорний пішак · d6 білий пішак · h6 чорний пішак · b5 чорний пішак · e5 біла тура · f5 біла тура · a4 чорний кінь · c4 чорний король · d4 чорний пішак · f4 білий король · a2 білий кінь · c2 білий пішак | 6 |
| 5 | b7 білий слон · d7 чорний пішак · c6 чорний пішак · d6 білий пішак · h6 чорний пішак · b5 чорний пішак · e5 біла тура · f5 біла тура · a4 чорний кінь · c4 чорний король · d4 чорний пішак · f4 білий король · a2 білий кінь · c2 білий пішак | b7 білий слон · d7 чорний пішак · c6 чорний пішак · d6 білий пішак · h6 чорний пішак · b5 чорний пішак · e5 біла тура · f5 біла тура · a4 чорний кінь · c4 чорний король · d4 чорний пішак · f4 білий король · a2 білий кінь · c2 білий пішак | b7 білий слон · d7 чорний пішак · c6 чорний пішак · d6 білий пішак · h6 чорний пішак · b5 чорний пішак · e5 біла тура · f5 біла тура · a4 чорний кінь · c4 чорний король · d4 чорний пішак · f4 білий король · a2 білий кінь · c2 білий пішак | b7 білий слон · d7 чорний пішак · c6 чорний пішак · d6 білий пішак · h6 чорний пішак · b5 чорний пішак · e5 біла тура · f5 біла тура · a4 чорний кінь · c4 чорний король · d4 чорний пішак · f4 білий король · a2 білий кінь · c2 білий пішак | b7 білий слон · d7 чорний пішак · c6 чорний пішак · d6 білий пішак · h6 чорний пішак · b5 чорний пішак · e5 біла тура · f5 біла тура · a4 чорний кінь · c4 чорний король · d4 чорний пішак · f4 білий король · a2 білий кінь · c2 білий пішак | b7 білий слон · d7 чорний пішак · c6 чорний пішак · d6 білий пішак · h6 чорний пішак · b5 чорний пішак · e5 біла тура · f5 біла тура · a4 чорний кінь · c4 чорний король · d4 чорний пішак · f4 білий король · a2 білий кінь · c2 білий пішак | b7 білий слон · d7 чорний пішак · c6 чорний пішак · d6 білий пішак · h6 чорний пішак · b5 чорний пішак · e5 біла тура · f5 біла тура · a4 чорний кінь · c4 чорний король · d4 чорний пішак · f4 білий король · a2 білий кінь · c2 білий пішак | b7 білий слон · d7 чорний пішак · c6 чорний пішак · d6 білий пішак · h6 чорний пішак · b5 чорний пішак · e5 біла тура · f5 біла тура · a4 чорний кінь · c4 чорний король · d4 чорний пішак · f4 білий король · a2 білий кінь · c2 білий пішак | 5 |
| 4 | b7 білий слон · d7 чорний пішак · c6 чорний пішак · d6 білий пішак · h6 чорний пішак · b5 чорний пішак · e5 біла тура · f5 біла тура · a4 чорний кінь · c4 чорний король · d4 чорний пішак · f4 білий король · a2 білий кінь · c2 білий пішак | b7 білий слон · d7 чорний пішак · c6 чорний пішак · d6 білий пішак · h6 чорний пішак · b5 чорний пішак · e5 біла тура · f5 біла тура · a4 чорний кінь · c4 чорний король · d4 чорний пішак · f4 білий король · a2 білий кінь · c2 білий пішак | b7 білий слон · d7 чорний пішак · c6 чорний пішак · d6 білий пішак · h6 чорний пішак · b5 чорний пішак · e5 біла тура · f5 біла тура · a4 чорний кінь · c4 чорний король · d4 чорний пішак · f4 білий король · a2 білий кінь · c2 білий пішак | b7 білий слон · d7 чорний пішак · c6 чорний пішак · d6 білий пішак · h6 чорний пішак · b5 чорний пішак · e5 біла тура · f5 біла тура · a4 чорний кінь · c4 чорний король · d4 чорний пішак · f4 білий король · a2 білий кінь · c2 білий пішак | b7 білий слон · d7 чорний пішак · c6 чорний пішак · d6 білий пішак · h6 чорний пішак · b5 чорний пішак · e5 біла тура · f5 біла тура · a4 чорний кінь · c4 чорний король · d4 чорний пішак · f4 білий король · a2 білий кінь · c2 білий пішак | b7 білий слон · d7 чорний пішак · c6 чорний пішак · d6 білий пішак · h6 чорний пішак · b5 чорний пішак · e5 біла тура · f5 біла тура · a4 чорний кінь · c4 чорний король · d4 чорний пішак · f4 білий король · a2 білий кінь · c2 білий пішак | b7 білий слон · d7 чорний пішак · c6 чорний пішак · d6 білий пішак · h6 чорний пішак · b5 чорний пішак · e5 біла тура · f5 біла тура · a4 чорний кінь · c4 чорний король · d4 чорний пішак · f4 білий король · a2 білий кінь · c2 білий пішак | b7 білий слон · d7 чорний пішак · c6 чорний пішак · d6 білий пішак · h6 чорний пішак · b5 чорний пішак · e5 біла тура · f5 біла тура · a4 чорний кінь · c4 чорний король · d4 чорний пішак · f4 білий король · a2 білий кінь · c2 білий пішак | 4 |
| 3 | b7 білий слон · d7 чорний пішак · c6 чорний пішак · d6 білий пішак · h6 чорний пішак · b5 чорний пішак · e5 біла тура · f5 біла тура · a4 чорний кінь · c4 чорний король · d4 чорний пішак · f4 білий король · a2 білий кінь · c2 білий пішак | b7 білий слон · d7 чорний пішак · c6 чорний пішак · d6 білий пішак · h6 чорний пішак · b5 чорний пішак · e5 біла тура · f5 біла тура · a4 чорний кінь · c4 чорний король · d4 чорний пішак · f4 білий король · a2 білий кінь · c2 білий пішак | b7 білий слон · d7 чорний пішак · c6 чорний пішак · d6 білий пішак · h6 чорний пішак · b5 чорний пішак · e5 біла тура · f5 біла тура · a4 чорний кінь · c4 чорний король · d4 чорний пішак · f4 білий король · a2 білий кінь · c2 білий пішак | b7 білий слон · d7 чорний пішак · c6 чорний пішак · d6 білий пішак · h6 чорний пішак · b5 чорний пішак · e5 біла тура · f5 біла тура · a4 чорний кінь · c4 чорний король · d4 чорний пішак · f4 білий король · a2 білий кінь · c2 білий пішак | b7 білий слон · d7 чорний пішак · c6 чорний пішак · d6 білий пішак · h6 чорний пішак · b5 чорний пішак · e5 біла тура · f5 біла тура · a4 чорний кінь · c4 чорний король · d4 чорний пішак · f4 білий король · a2 білий кінь · c2 білий пішак | b7 білий слон · d7 чорний пішак · c6 чорний пішак · d6 білий пішак · h6 чорний пішак · b5 чорний пішак · e5 біла тура · f5 біла тура · a4 чорний кінь · c4 чорний король · d4 чорний пішак · f4 білий король · a2 білий кінь · c2 білий пішак | b7 білий слон · d7 чорний пішак · c6 чорний пішак · d6 білий пішак · h6 чорний пішак · b5 чорний пішак · e5 біла тура · f5 біла тура · a4 чорний кінь · c4 чорний король · d4 чорний пішак · f4 білий король · a2 білий кінь · c2 білий пішак | b7 білий слон · d7 чорний пішак · c6 чорний пішак · d6 білий пішак · h6 чорний пішак · b5 чорний пішак · e5 біла тура · f5 біла тура · a4 чорний кінь · c4 чорний король · d4 чорний пішак · f4 білий король · a2 білий кінь · c2 білий пішак | 3 |
| 2 | b7 білий слон · d7 чорний пішак · c6 чорний пішак · d6 білий пішак · h6 чорний пішак · b5 чорний пішак · e5 біла тура · f5 біла тура · a4 чорний кінь · c4 чорний король · d4 чорний пішак · f4 білий король · a2 білий кінь · c2 білий пішак | b7 білий слон · d7 чорний пішак · c6 чорний пішак · d6 білий пішак · h6 чорний пішак · b5 чорний пішак · e5 біла тура · f5 біла тура · a4 чорний кінь · c4 чорний король · d4 чорний пішак · f4 білий король · a2 білий кінь · c2 білий пішак | b7 білий слон · d7 чорний пішак · c6 чорний пішак · d6 білий пішак · h6 чорний пішак · b5 чорний пішак · e5 біла тура · f5 біла тура · a4 чорний кінь · c4 чорний король · d4 чорний пішак · f4 білий король · a2 білий кінь · c2 білий пішак | b7 білий слон · d7 чорний пішак · c6 чорний пішак · d6 білий пішак · h6 чорний пішак · b5 чорний пішак · e5 біла тура · f5 біла тура · a4 чорний кінь · c4 чорний король · d4 чорний пішак · f4 білий король · a2 білий кінь · c2 білий пішак | b7 білий слон · d7 чорний пішак · c6 чорний пішак · d6 білий пішак · h6 чорний пішак · b5 чорний пішак · e5 біла тура · f5 біла тура · a4 чорний кінь · c4 чорний король · d4 чорний пішак · f4 білий король · a2 білий кінь · c2 білий пішак | b7 білий слон · d7 чорний пішак · c6 чорний пішак · d6 білий пішак · h6 чорний пішак · b5 чорний пішак · e5 біла тура · f5 біла тура · a4 чорний кінь · c4 чорний король · d4 чорний пішак · f4 білий король · a2 білий кінь · c2 білий пішак | b7 білий слон · d7 чорний пішак · c6 чорний пішак · d6 білий пішак · h6 чорний пішак · b5 чорний пішак · e5 біла тура · f5 біла тура · a4 чорний кінь · c4 чорний король · d4 чорний пішак · f4 білий король · a2 білий кінь · c2 білий пішак | b7 білий слон · d7 чорний пішак · c6 чорний пішак · d6 білий пішак · h6 чорний пішак · b5 чорний пішак · e5 біла тура · f5 біла тура · a4 чорний кінь · c4 чорний король · d4 чорний пішак · f4 білий король · a2 білий кінь · c2 білий пішак | 2 |
| 1 | b7 білий слон · d7 чорний пішак · c6 чорний пішак · d6 білий пішак · h6 чорний пішак · b5 чорний пішак · e5 біла тура · f5 біла тура · a4 чорний кінь · c4 чорний король · d4 чорний пішак · f4 білий король · a2 білий кінь · c2 білий пішак | b7 білий слон · d7 чорний пішак · c6 чорний пішак · d6 білий пішак · h6 чорний пішак · b5 чорний пішак · e5 біла тура · f5 біла тура · a4 чорний кінь · c4 чорний король · d4 чорний пішак · f4 білий король · a2 білий кінь · c2 білий пішак | b7 білий слон · d7 чорний пішак · c6 чорний пішак · d6 білий пішак · h6 чорний пішак · b5 чорний пішак · e5 біла тура · f5 біла тура · a4 чорний кінь · c4 чорний король · d4 чорний пішак · f4 білий король · a2 білий кінь · c2 білий пішак | b7 білий слон · d7 чорний пішак · c6 чорний пішак · d6 білий пішак · h6 чорний пішак · b5 чорний пішак · e5 біла тура · f5 біла тура · a4 чорний кінь · c4 чорний король · d4 чорний пішак · f4 білий король · a2 білий кінь · c2 білий пішак | b7 білий слон · d7 чорний пішак · c6 чорний пішак · d6 білий пішак · h6 чорний пішак · b5 чорний пішак · e5 біла тура · f5 біла тура · a4 чорний кінь · c4 чорний король · d4 чорний пішак · f4 білий король · a2 білий кінь · c2 білий пішак | b7 білий слон · d7 чорний пішак · c6 чорний пішак · d6 білий пішак · h6 чорний пішак · b5 чорний пішак · e5 біла тура · f5 біла тура · a4 чорний кінь · c4 чорний король · d4 чорний пішак · f4 білий король · a2 білий кінь · c2 білий пішак | b7 білий слон · d7 чорний пішак · c6 чорний пішак · d6 білий пішак · h6 чорний пішак · b5 чорний пішак · e5 біла тура · f5 біла тура · a4 чорний кінь · c4 чорний король · d4 чорний пішак · f4 білий король · a2 білий кінь · c2 білий пішак | b7 білий слон · d7 чорний пішак · c6 чорний пішак · d6 білий пішак · h6 чорний пішак · b5 чорний пішак · e5 біла тура · f5 біла тура · a4 чорний кінь · c4 чорний король · d4 чорний пішак · f4 білий король · a2 білий кінь · c2 білий пішак | 1 |
|   | a | b | c | d | e | f | g | h |   |

FEN: 8/1B1p4/2pP3p/1p2RR2/n1kp1K2/8/N1P5/8
1. Rh5! Zz
1. ... Sa~ 2. Rc5#
- — - — - — -
1. ... d3 2. Re4#
1. ... b4 2. Ba6#
1. ... c5 2. Bd5#
В початковій позиції дві білі тури стоять одна біля одної. Біла тура «f5» робить вичікувальний хід по горизонталі, віддаляючись від другої білої тури, і чорні опиняються в цугцванзі. На будь-який хід чорного коня біла тура «е5», роблячи тематичний хід, оголошує мат, віддаляючись по горизонталі в інший бік від першої тури. В задачі виражена біла форма ідеї.
|   | a | b | c | d | e | f | g | h |   |
| 8 | a7 білий кінь · d6 чорний пішак · e6 чорна тура · a5 білий кінь · d5 чорний король · e5 чорний пішак · a4 білий король · b4 білий ферзь · a3 чорний кінь · h3 чорна тура · e2 чорний пішак · g2 чорний ферзь · b1 білий слон | a7 білий кінь · d6 чорний пішак · e6 чорна тура · a5 білий кінь · d5 чорний король · e5 чорний пішак · a4 білий король · b4 білий ферзь · a3 чорний кінь · h3 чорна тура · e2 чорний пішак · g2 чорний ферзь · b1 білий слон | a7 білий кінь · d6 чорний пішак · e6 чорна тура · a5 білий кінь · d5 чорний король · e5 чорний пішак · a4 білий король · b4 білий ферзь · a3 чорний кінь · h3 чорна тура · e2 чорний пішак · g2 чорний ферзь · b1 білий слон | a7 білий кінь · d6 чорний пішак · e6 чорна тура · a5 білий кінь · d5 чорний король · e5 чорний пішак · a4 білий король · b4 білий ферзь · a3 чорний кінь · h3 чорна тура · e2 чорний пішак · g2 чорний ферзь · b1 білий слон | a7 білий кінь · d6 чорний пішак · e6 чорна тура · a5 білий кінь · d5 чорний король · e5 чорний пішак · a4 білий король · b4 білий ферзь · a3 чорний кінь · h3 чорна тура · e2 чорний пішак · g2 чорний ферзь · b1 білий слон | a7 білий кінь · d6 чорний пішак · e6 чорна тура · a5 білий кінь · d5 чорний король · e5 чорний пішак · a4 білий король · b4 білий ферзь · a3 чорний кінь · h3 чорна тура · e2 чорний пішак · g2 чорний ферзь · b1 білий слон | a7 білий кінь · d6 чорний пішак · e6 чорна тура · a5 білий кінь · d5 чорний король · e5 чорний пішак · a4 білий король · b4 білий ферзь · a3 чорний кінь · h3 чорна тура · e2 чорний пішак · g2 чорний ферзь · b1 білий слон | a7 білий кінь · d6 чорний пішак · e6 чорна тура · a5 білий кінь · d5 чорний король · e5 чорний пішак · a4 білий король · b4 білий ферзь · a3 чорний кінь · h3 чорна тура · e2 чорний пішак · g2 чорний ферзь · b1 білий слон | 8 |
| 7 | a7 білий кінь · d6 чорний пішак · e6 чорна тура · a5 білий кінь · d5 чорний король · e5 чорний пішак · a4 білий король · b4 білий ферзь · a3 чорний кінь · h3 чорна тура · e2 чорний пішак · g2 чорний ферзь · b1 білий слон | a7 білий кінь · d6 чорний пішак · e6 чорна тура · a5 білий кінь · d5 чорний король · e5 чорний пішак · a4 білий король · b4 білий ферзь · a3 чорний кінь · h3 чорна тура · e2 чорний пішак · g2 чорний ферзь · b1 білий слон | a7 білий кінь · d6 чорний пішак · e6 чорна тура · a5 білий кінь · d5 чорний король · e5 чорний пішак · a4 білий король · b4 білий ферзь · a3 чорний кінь · h3 чорна тура · e2 чорний пішак · g2 чорний ферзь · b1 білий слон | a7 білий кінь · d6 чорний пішак · e6 чорна тура · a5 білий кінь · d5 чорний король · e5 чорний пішак · a4 білий король · b4 білий ферзь · a3 чорний кінь · h3 чорна тура · e2 чорний пішак · g2 чорний ферзь · b1 білий слон | a7 білий кінь · d6 чорний пішак · e6 чорна тура · a5 білий кінь · d5 чорний король · e5 чорний пішак · a4 білий король · b4 білий ферзь · a3 чорний кінь · h3 чорна тура · e2 чорний пішак · g2 чорний ферзь · b1 білий слон | a7 білий кінь · d6 чорний пішак · e6 чорна тура · a5 білий кінь · d5 чорний король · e5 чорний пішак · a4 білий король · b4 білий ферзь · a3 чорний кінь · h3 чорна тура · e2 чорний пішак · g2 чорний ферзь · b1 білий слон | a7 білий кінь · d6 чорний пішак · e6 чорна тура · a5 білий кінь · d5 чорний король · e5 чорний пішак · a4 білий король · b4 білий ферзь · a3 чорний кінь · h3 чорна тура · e2 чорний пішак · g2 чорний ферзь · b1 білий слон | a7 білий кінь · d6 чорний пішак · e6 чорна тура · a5 білий кінь · d5 чорний король · e5 чорний пішак · a4 білий король · b4 білий ферзь · a3 чорний кінь · h3 чорна тура · e2 чорний пішак · g2 чорний ферзь · b1 білий слон | 7 |
| 6 | a7 білий кінь · d6 чорний пішак · e6 чорна тура · a5 білий кінь · d5 чорний король · e5 чорний пішак · a4 білий король · b4 білий ферзь · a3 чорний кінь · h3 чорна тура · e2 чорний пішак · g2 чорний ферзь · b1 білий слон | a7 білий кінь · d6 чорний пішак · e6 чорна тура · a5 білий кінь · d5 чорний король · e5 чорний пішак · a4 білий король · b4 білий ферзь · a3 чорний кінь · h3 чорна тура · e2 чорний пішак · g2 чорний ферзь · b1 білий слон | a7 білий кінь · d6 чорний пішак · e6 чорна тура · a5 білий кінь · d5 чорний король · e5 чорний пішак · a4 білий король · b4 білий ферзь · a3 чорний кінь · h3 чорна тура · e2 чорний пішак · g2 чорний ферзь · b1 білий слон | a7 білий кінь · d6 чорний пішак · e6 чорна тура · a5 білий кінь · d5 чорний король · e5 чорний пішак · a4 білий король · b4 білий ферзь · a3 чорний кінь · h3 чорна тура · e2 чорний пішак · g2 чорний ферзь · b1 білий слон | a7 білий кінь · d6 чорний пішак · e6 чорна тура · a5 білий кінь · d5 чорний король · e5 чорний пішак · a4 білий король · b4 білий ферзь · a3 чорний кінь · h3 чорна тура · e2 чорний пішак · g2 чорний ферзь · b1 білий слон | a7 білий кінь · d6 чорний пішак · e6 чорна тура · a5 білий кінь · d5 чорний король · e5 чорний пішак · a4 білий король · b4 білий ферзь · a3 чорний кінь · h3 чорна тура · e2 чорний пішак · g2 чорний ферзь · b1 білий слон | a7 білий кінь · d6 чорний пішак · e6 чорна тура · a5 білий кінь · d5 чорний король · e5 чорний пішак · a4 білий король · b4 білий ферзь · a3 чорний кінь · h3 чорна тура · e2 чорний пішак · g2 чорний ферзь · b1 білий слон | a7 білий кінь · d6 чорний пішак · e6 чорна тура · a5 білий кінь · d5 чорний король · e5 чорний пішак · a4 білий король · b4 білий ферзь · a3 чорний кінь · h3 чорна тура · e2 чорний пішак · g2 чорний ферзь · b1 білий слон | 6 |
| 5 | a7 білий кінь · d6 чорний пішак · e6 чорна тура · a5 білий кінь · d5 чорний король · e5 чорний пішак · a4 білий король · b4 білий ферзь · a3 чорний кінь · h3 чорна тура · e2 чорний пішак · g2 чорний ферзь · b1 білий слон | a7 білий кінь · d6 чорний пішак · e6 чорна тура · a5 білий кінь · d5 чорний король · e5 чорний пішак · a4 білий король · b4 білий ферзь · a3 чорний кінь · h3 чорна тура · e2 чорний пішак · g2 чорний ферзь · b1 білий слон | a7 білий кінь · d6 чорний пішак · e6 чорна тура · a5 білий кінь · d5 чорний король · e5 чорний пішак · a4 білий король · b4 білий ферзь · a3 чорний кінь · h3 чорна тура · e2 чорний пішак · g2 чорний ферзь · b1 білий слон | a7 білий кінь · d6 чорний пішак · e6 чорна тура · a5 білий кінь · d5 чорний король · e5 чорний пішак · a4 білий король · b4 білий ферзь · a3 чорний кінь · h3 чорна тура · e2 чорний пішак · g2 чорний ферзь · b1 білий слон | a7 білий кінь · d6 чорний пішак · e6 чорна тура · a5 білий кінь · d5 чорний король · e5 чорний пішак · a4 білий король · b4 білий ферзь · a3 чорний кінь · h3 чорна тура · e2 чорний пішак · g2 чорний ферзь · b1 білий слон | a7 білий кінь · d6 чорний пішак · e6 чорна тура · a5 білий кінь · d5 чорний король · e5 чорний пішак · a4 білий король · b4 білий ферзь · a3 чорний кінь · h3 чорна тура · e2 чорний пішак · g2 чорний ферзь · b1 білий слон | a7 білий кінь · d6 чорний пішак · e6 чорна тура · a5 білий кінь · d5 чорний король · e5 чорний пішак · a4 білий король · b4 білий ферзь · a3 чорний кінь · h3 чорна тура · e2 чорний пішак · g2 чорний ферзь · b1 білий слон | a7 білий кінь · d6 чорний пішак · e6 чорна тура · a5 білий кінь · d5 чорний король · e5 чорний пішак · a4 білий король · b4 білий ферзь · a3 чорний кінь · h3 чорна тура · e2 чорний пішак · g2 чорний ферзь · b1 білий слон | 5 |
| 4 | a7 білий кінь · d6 чорний пішак · e6 чорна тура · a5 білий кінь · d5 чорний король · e5 чорний пішак · a4 білий король · b4 білий ферзь · a3 чорний кінь · h3 чорна тура · e2 чорний пішак · g2 чорний ферзь · b1 білий слон | a7 білий кінь · d6 чорний пішак · e6 чорна тура · a5 білий кінь · d5 чорний король · e5 чорний пішак · a4 білий король · b4 білий ферзь · a3 чорний кінь · h3 чорна тура · e2 чорний пішак · g2 чорний ферзь · b1 білий слон | a7 білий кінь · d6 чорний пішак · e6 чорна тура · a5 білий кінь · d5 чорний король · e5 чорний пішак · a4 білий король · b4 білий ферзь · a3 чорний кінь · h3 чорна тура · e2 чорний пішак · g2 чорний ферзь · b1 білий слон | a7 білий кінь · d6 чорний пішак · e6 чорна тура · a5 білий кінь · d5 чорний король · e5 чорний пішак · a4 білий король · b4 білий ферзь · a3 чорний кінь · h3 чорна тура · e2 чорний пішак · g2 чорний ферзь · b1 білий слон | a7 білий кінь · d6 чорний пішак · e6 чорна тура · a5 білий кінь · d5 чорний король · e5 чорний пішак · a4 білий король · b4 білий ферзь · a3 чорний кінь · h3 чорна тура · e2 чорний пішак · g2 чорний ферзь · b1 білий слон | a7 білий кінь · d6 чорний пішак · e6 чорна тура · a5 білий кінь · d5 чорний король · e5 чорний пішак · a4 білий король · b4 білий ферзь · a3 чорний кінь · h3 чорна тура · e2 чорний пішак · g2 чорний ферзь · b1 білий слон | a7 білий кінь · d6 чорний пішак · e6 чорна тура · a5 білий кінь · d5 чорний король · e5 чорний пішак · a4 білий король · b4 білий ферзь · a3 чорний кінь · h3 чорна тура · e2 чорний пішак · g2 чорний ферзь · b1 білий слон | a7 білий кінь · d6 чорний пішак · e6 чорна тура · a5 білий кінь · d5 чорний король · e5 чорний пішак · a4 білий король · b4 білий ферзь · a3 чорний кінь · h3 чорна тура · e2 чорний пішак · g2 чорний ферзь · b1 білий слон | 4 |
| 3 | a7 білий кінь · d6 чорний пішак · e6 чорна тура · a5 білий кінь · d5 чорний король · e5 чорний пішак · a4 білий король · b4 білий ферзь · a3 чорний кінь · h3 чорна тура · e2 чорний пішак · g2 чорний ферзь · b1 білий слон | a7 білий кінь · d6 чорний пішак · e6 чорна тура · a5 білий кінь · d5 чорний король · e5 чорний пішак · a4 білий король · b4 білий ферзь · a3 чорний кінь · h3 чорна тура · e2 чорний пішак · g2 чорний ферзь · b1 білий слон | a7 білий кінь · d6 чорний пішак · e6 чорна тура · a5 білий кінь · d5 чорний король · e5 чорний пішак · a4 білий король · b4 білий ферзь · a3 чорний кінь · h3 чорна тура · e2 чорний пішак · g2 чорний ферзь · b1 білий слон | a7 білий кінь · d6 чорний пішак · e6 чорна тура · a5 білий кінь · d5 чорний король · e5 чорний пішак · a4 білий король · b4 білий ферзь · a3 чорний кінь · h3 чорна тура · e2 чорний пішак · g2 чорний ферзь · b1 білий слон | a7 білий кінь · d6 чорний пішак · e6 чорна тура · a5 білий кінь · d5 чорний король · e5 чорний пішак · a4 білий король · b4 білий ферзь · a3 чорний кінь · h3 чорна тура · e2 чорний пішак · g2 чорний ферзь · b1 білий слон | a7 білий кінь · d6 чорний пішак · e6 чорна тура · a5 білий кінь · d5 чорний король · e5 чорний пішак · a4 білий король · b4 білий ферзь · a3 чорний кінь · h3 чорна тура · e2 чорний пішак · g2 чорний ферзь · b1 білий слон | a7 білий кінь · d6 чорний пішак · e6 чорна тура · a5 білий кінь · d5 чорний король · e5 чорний пішак · a4 білий король · b4 білий ферзь · a3 чорний кінь · h3 чорна тура · e2 чорний пішак · g2 чорний ферзь · b1 білий слон | a7 білий кінь · d6 чорний пішак · e6 чорна тура · a5 білий кінь · d5 чорний король · e5 чорний пішак · a4 білий король · b4 білий ферзь · a3 чорний кінь · h3 чорна тура · e2 чорний пішак · g2 чорний ферзь · b1 білий слон | 3 |
| 2 | a7 білий кінь · d6 чорний пішак · e6 чорна тура · a5 білий кінь · d5 чорний король · e5 чорний пішак · a4 білий король · b4 білий ферзь · a3 чорний кінь · h3 чорна тура · e2 чорний пішак · g2 чорний ферзь · b1 білий слон | a7 білий кінь · d6 чорний пішак · e6 чорна тура · a5 білий кінь · d5 чорний король · e5 чорний пішак · a4 білий король · b4 білий ферзь · a3 чорний кінь · h3 чорна тура · e2 чорний пішак · g2 чорний ферзь · b1 білий слон | a7 білий кінь · d6 чорний пішак · e6 чорна тура · a5 білий кінь · d5 чорний король · e5 чорний пішак · a4 білий король · b4 білий ферзь · a3 чорний кінь · h3 чорна тура · e2 чорний пішак · g2 чорний ферзь · b1 білий слон | a7 білий кінь · d6 чорний пішак · e6 чорна тура · a5 білий кінь · d5 чорний король · e5 чорний пішак · a4 білий король · b4 білий ферзь · a3 чорний кінь · h3 чорна тура · e2 чорний пішак · g2 чорний ферзь · b1 білий слон | a7 білий кінь · d6 чорний пішак · e6 чорна тура · a5 білий кінь · d5 чорний король · e5 чорний пішак · a4 білий король · b4 білий ферзь · a3 чорний кінь · h3 чорна тура · e2 чорний пішак · g2 чорний ферзь · b1 білий слон | a7 білий кінь · d6 чорний пішак · e6 чорна тура · a5 білий кінь · d5 чорний король · e5 чорний пішак · a4 білий король · b4 білий ферзь · a3 чорний кінь · h3 чорна тура · e2 чорний пішак · g2 чорний ферзь · b1 білий слон | a7 білий кінь · d6 чорний пішак · e6 чорна тура · a5 білий кінь · d5 чорний король · e5 чорний пішак · a4 білий король · b4 білий ферзь · a3 чорний кінь · h3 чорна тура · e2 чорний пішак · g2 чорний ферзь · b1 білий слон | a7 білий кінь · d6 чорний пішак · e6 чорна тура · a5 білий кінь · d5 чорний король · e5 чорний пішак · a4 білий король · b4 білий ферзь · a3 чорний кінь · h3 чорна тура · e2 чорний пішак · g2 чорний ферзь · b1 білий слон | 2 |
| 1 | a7 білий кінь · d6 чорний пішак · e6 чорна тура · a5 білий кінь · d5 чорний король · e5 чорний пішак · a4 білий король · b4 білий ферзь · a3 чорний кінь · h3 чорна тура · e2 чорний пішак · g2 чорний ферзь · b1 білий слон | a7 білий кінь · d6 чорний пішак · e6 чорна тура · a5 білий кінь · d5 чорний король · e5 чорний пішак · a4 білий король · b4 білий ферзь · a3 чорний кінь · h3 чорна тура · e2 чорний пішак · g2 чорний ферзь · b1 білий слон | a7 білий кінь · d6 чорний пішак · e6 чорна тура · a5 білий кінь · d5 чорний король · e5 чорний пішак · a4 білий король · b4 білий ферзь · a3 чорний кінь · h3 чорна тура · e2 чорний пішак · g2 чорний ферзь · b1 білий слон | a7 білий кінь · d6 чорний пішак · e6 чорна тура · a5 білий кінь · d5 чорний король · e5 чорний пішак · a4 білий король · b4 білий ферзь · a3 чорний кінь · h3 чорна тура · e2 чорний пішак · g2 чорний ферзь · b1 білий слон | a7 білий кінь · d6 чорний пішак · e6 чорна тура · a5 білий кінь · d5 чорний король · e5 чорний пішак · a4 білий король · b4 білий ферзь · a3 чорний кінь · h3 чорна тура · e2 чорний пішак · g2 чорний ферзь · b1 білий слон | a7 білий кінь · d6 чорний пішак · e6 чорна тура · a5 білий кінь · d5 чорний король · e5 чорний пішак · a4 білий король · b4 білий ферзь · a3 чорний кінь · h3 чорна тура · e2 чорний пішак · g2 чорний ферзь · b1 білий слон | a7 білий кінь · d6 чорний пішак · e6 чорна тура · a5 білий кінь · d5 чорний король · e5 чорний пішак · a4 білий король · b4 білий ферзь · a3 чорний кінь · h3 чорна тура · e2 чорний пішак · g2 чорний ферзь · b1 білий слон | a7 білий кінь · d6 чорний пішак · e6 чорна тура · a5 білий кінь · d5 чорний король · e5 чорний пішак · a4 білий король · b4 білий ферзь · a3 чорний кінь · h3 чорна тура · e2 чорний пішак · g2 чорний ферзь · b1 білий слон | 1 |
|   | a | b | c | d | e | f | g | h |   |

FEN: 8/N7/3pr3/N2kp3/KQ6/n6r/4p1q1/1B6
1. Sb5! ~ 2. Sc7#
1. ... Re7 2. Qxd6#
1. ... e4   2. Qd4#
- — - — - — -
1. ... Qg7 2. Be4#
1. ... Rh7 2. Sc3#
1. Sxb5 2. Qc4#
В початковій позиції чорні тура «е6» і пішак «е5» стоять один біля одного. Після вступного ходу білого коня виникає загроза, від якої чорні в захистах роблять тематичні ходи то турою, то пішаком, віддаляючись один від одного по вертикалі. В задачі виражена чорна форма ідеї.

## Форми вираження теми
Існують такі форми вираження теми — біла форма, чорна форма, змішана форма, повна форма, які можна виразити в задачах на прямий мат і в кооперативному жанрі.

### Біла форма
Для вираження в задачі білої форми теми потрібно, щоб в процесі гри взаємно віддалялися одна від одної дві білі фігури.
|   | a | b | c | d | e | f | g | h |   |
| 8 | a8 чорний король · h7 біла тура · b6 чорний пішак · d6 білий слон · b5 чорний пішак · f5 чорний пішак · b4 чорний пішак · c4 чорний пішак · f4 білий пішак · g4 чорний пішак · a3 чорний пішак · b3 білий слон · e3 чорний слон · g3 білий пішак · h3 чорний пішак · c2 біла тура · h2 білий ферзь · h1 білий король | a8 чорний король · h7 біла тура · b6 чорний пішак · d6 білий слон · b5 чорний пішак · f5 чорний пішак · b4 чорний пішак · c4 чорний пішак · f4 білий пішак · g4 чорний пішак · a3 чорний пішак · b3 білий слон · e3 чорний слон · g3 білий пішак · h3 чорний пішак · c2 біла тура · h2 білий ферзь · h1 білий король | a8 чорний король · h7 біла тура · b6 чорний пішак · d6 білий слон · b5 чорний пішак · f5 чорний пішак · b4 чорний пішак · c4 чорний пішак · f4 білий пішак · g4 чорний пішак · a3 чорний пішак · b3 білий слон · e3 чорний слон · g3 білий пішак · h3 чорний пішак · c2 біла тура · h2 білий ферзь · h1 білий король | a8 чорний король · h7 біла тура · b6 чорний пішак · d6 білий слон · b5 чорний пішак · f5 чорний пішак · b4 чорний пішак · c4 чорний пішак · f4 білий пішак · g4 чорний пішак · a3 чорний пішак · b3 білий слон · e3 чорний слон · g3 білий пішак · h3 чорний пішак · c2 біла тура · h2 білий ферзь · h1 білий король | a8 чорний король · h7 біла тура · b6 чорний пішак · d6 білий слон · b5 чорний пішак · f5 чорний пішак · b4 чорний пішак · c4 чорний пішак · f4 білий пішак · g4 чорний пішак · a3 чорний пішак · b3 білий слон · e3 чорний слон · g3 білий пішак · h3 чорний пішак · c2 біла тура · h2 білий ферзь · h1 білий король | a8 чорний король · h7 біла тура · b6 чорний пішак · d6 білий слон · b5 чорний пішак · f5 чорний пішак · b4 чорний пішак · c4 чорний пішак · f4 білий пішак · g4 чорний пішак · a3 чорний пішак · b3 білий слон · e3 чорний слон · g3 білий пішак · h3 чорний пішак · c2 біла тура · h2 білий ферзь · h1 білий король | a8 чорний король · h7 біла тура · b6 чорний пішак · d6 білий слон · b5 чорний пішак · f5 чорний пішак · b4 чорний пішак · c4 чорний пішак · f4 білий пішак · g4 чорний пішак · a3 чорний пішак · b3 білий слон · e3 чорний слон · g3 білий пішак · h3 чорний пішак · c2 біла тура · h2 білий ферзь · h1 білий король | a8 чорний король · h7 біла тура · b6 чорний пішак · d6 білий слон · b5 чорний пішак · f5 чорний пішак · b4 чорний пішак · c4 чорний пішак · f4 білий пішак · g4 чорний пішак · a3 чорний пішак · b3 білий слон · e3 чорний слон · g3 білий пішак · h3 чорний пішак · c2 біла тура · h2 білий ферзь · h1 білий король | 8 |
| 7 | a8 чорний король · h7 біла тура · b6 чорний пішак · d6 білий слон · b5 чорний пішак · f5 чорний пішак · b4 чорний пішак · c4 чорний пішак · f4 білий пішак · g4 чорний пішак · a3 чорний пішак · b3 білий слон · e3 чорний слон · g3 білий пішак · h3 чорний пішак · c2 біла тура · h2 білий ферзь · h1 білий король | a8 чорний король · h7 біла тура · b6 чорний пішак · d6 білий слон · b5 чорний пішак · f5 чорний пішак · b4 чорний пішак · c4 чорний пішак · f4 білий пішак · g4 чорний пішак · a3 чорний пішак · b3 білий слон · e3 чорний слон · g3 білий пішак · h3 чорний пішак · c2 біла тура · h2 білий ферзь · h1 білий король | a8 чорний король · h7 біла тура · b6 чорний пішак · d6 білий слон · b5 чорний пішак · f5 чорний пішак · b4 чорний пішак · c4 чорний пішак · f4 білий пішак · g4 чорний пішак · a3 чорний пішак · b3 білий слон · e3 чорний слон · g3 білий пішак · h3 чорний пішак · c2 біла тура · h2 білий ферзь · h1 білий король | a8 чорний король · h7 біла тура · b6 чорний пішак · d6 білий слон · b5 чорний пішак · f5 чорний пішак · b4 чорний пішак · c4 чорний пішак · f4 білий пішак · g4 чорний пішак · a3 чорний пішак · b3 білий слон · e3 чорний слон · g3 білий пішак · h3 чорний пішак · c2 біла тура · h2 білий ферзь · h1 білий король | a8 чорний король · h7 біла тура · b6 чорний пішак · d6 білий слон · b5 чорний пішак · f5 чорний пішак · b4 чорний пішак · c4 чорний пішак · f4 білий пішак · g4 чорний пішак · a3 чорний пішак · b3 білий слон · e3 чорний слон · g3 білий пішак · h3 чорний пішак · c2 біла тура · h2 білий ферзь · h1 білий король | a8 чорний король · h7 біла тура · b6 чорний пішак · d6 білий слон · b5 чорний пішак · f5 чорний пішак · b4 чорний пішак · c4 чорний пішак · f4 білий пішак · g4 чорний пішак · a3 чорний пішак · b3 білий слон · e3 чорний слон · g3 білий пішак · h3 чорний пішак · c2 біла тура · h2 білий ферзь · h1 білий король | a8 чорний король · h7 біла тура · b6 чорний пішак · d6 білий слон · b5 чорний пішак · f5 чорний пішак · b4 чорний пішак · c4 чорний пішак · f4 білий пішак · g4 чорний пішак · a3 чорний пішак · b3 білий слон · e3 чорний слон · g3 білий пішак · h3 чорний пішак · c2 біла тура · h2 білий ферзь · h1 білий король | a8 чорний король · h7 біла тура · b6 чорний пішак · d6 білий слон · b5 чорний пішак · f5 чорний пішак · b4 чорний пішак · c4 чорний пішак · f4 білий пішак · g4 чорний пішак · a3 чорний пішак · b3 білий слон · e3 чорний слон · g3 білий пішак · h3 чорний пішак · c2 біла тура · h2 білий ферзь · h1 білий король | 7 |
| 6 | a8 чорний король · h7 біла тура · b6 чорний пішак · d6 білий слон · b5 чорний пішак · f5 чорний пішак · b4 чорний пішак · c4 чорний пішак · f4 білий пішак · g4 чорний пішак · a3 чорний пішак · b3 білий слон · e3 чорний слон · g3 білий пішак · h3 чорний пішак · c2 біла тура · h2 білий ферзь · h1 білий король | a8 чорний король · h7 біла тура · b6 чорний пішак · d6 білий слон · b5 чорний пішак · f5 чорний пішак · b4 чорний пішак · c4 чорний пішак · f4 білий пішак · g4 чорний пішак · a3 чорний пішак · b3 білий слон · e3 чорний слон · g3 білий пішак · h3 чорний пішак · c2 біла тура · h2 білий ферзь · h1 білий король | a8 чорний король · h7 біла тура · b6 чорний пішак · d6 білий слон · b5 чорний пішак · f5 чорний пішак · b4 чорний пішак · c4 чорний пішак · f4 білий пішак · g4 чорний пішак · a3 чорний пішак · b3 білий слон · e3 чорний слон · g3 білий пішак · h3 чорний пішак · c2 біла тура · h2 білий ферзь · h1 білий король | a8 чорний король · h7 біла тура · b6 чорний пішак · d6 білий слон · b5 чорний пішак · f5 чорний пішак · b4 чорний пішак · c4 чорний пішак · f4 білий пішак · g4 чорний пішак · a3 чорний пішак · b3 білий слон · e3 чорний слон · g3 білий пішак · h3 чорний пішак · c2 біла тура · h2 білий ферзь · h1 білий король | a8 чорний король · h7 біла тура · b6 чорний пішак · d6 білий слон · b5 чорний пішак · f5 чорний пішак · b4 чорний пішак · c4 чорний пішак · f4 білий пішак · g4 чорний пішак · a3 чорний пішак · b3 білий слон · e3 чорний слон · g3 білий пішак · h3 чорний пішак · c2 біла тура · h2 білий ферзь · h1 білий король | a8 чорний король · h7 біла тура · b6 чорний пішак · d6 білий слон · b5 чорний пішак · f5 чорний пішак · b4 чорний пішак · c4 чорний пішак · f4 білий пішак · g4 чорний пішак · a3 чорний пішак · b3 білий слон · e3 чорний слон · g3 білий пішак · h3 чорний пішак · c2 біла тура · h2 білий ферзь · h1 білий король | a8 чорний король · h7 біла тура · b6 чорний пішак · d6 білий слон · b5 чорний пішак · f5 чорний пішак · b4 чорний пішак · c4 чорний пішак · f4 білий пішак · g4 чорний пішак · a3 чорний пішак · b3 білий слон · e3 чорний слон · g3 білий пішак · h3 чорний пішак · c2 біла тура · h2 білий ферзь · h1 білий король | a8 чорний король · h7 біла тура · b6 чорний пішак · d6 білий слон · b5 чорний пішак · f5 чорний пішак · b4 чорний пішак · c4 чорний пішак · f4 білий пішак · g4 чорний пішак · a3 чорний пішак · b3 білий слон · e3 чорний слон · g3 білий пішак · h3 чорний пішак · c2 біла тура · h2 білий ферзь · h1 білий король | 6 |
| 5 | a8 чорний король · h7 біла тура · b6 чорний пішак · d6 білий слон · b5 чорний пішак · f5 чорний пішак · b4 чорний пішак · c4 чорний пішак · f4 білий пішак · g4 чорний пішак · a3 чорний пішак · b3 білий слон · e3 чорний слон · g3 білий пішак · h3 чорний пішак · c2 біла тура · h2 білий ферзь · h1 білий король | a8 чорний король · h7 біла тура · b6 чорний пішак · d6 білий слон · b5 чорний пішак · f5 чорний пішак · b4 чорний пішак · c4 чорний пішак · f4 білий пішак · g4 чорний пішак · a3 чорний пішак · b3 білий слон · e3 чорний слон · g3 білий пішак · h3 чорний пішак · c2 біла тура · h2 білий ферзь · h1 білий король | a8 чорний король · h7 біла тура · b6 чорний пішак · d6 білий слон · b5 чорний пішак · f5 чорний пішак · b4 чорний пішак · c4 чорний пішак · f4 білий пішак · g4 чорний пішак · a3 чорний пішак · b3 білий слон · e3 чорний слон · g3 білий пішак · h3 чорний пішак · c2 біла тура · h2 білий ферзь · h1 білий король | a8 чорний король · h7 біла тура · b6 чорний пішак · d6 білий слон · b5 чорний пішак · f5 чорний пішак · b4 чорний пішак · c4 чорний пішак · f4 білий пішак · g4 чорний пішак · a3 чорний пішак · b3 білий слон · e3 чорний слон · g3 білий пішак · h3 чорний пішак · c2 біла тура · h2 білий ферзь · h1 білий король | a8 чорний король · h7 біла тура · b6 чорний пішак · d6 білий слон · b5 чорний пішак · f5 чорний пішак · b4 чорний пішак · c4 чорний пішак · f4 білий пішак · g4 чорний пішак · a3 чорний пішак · b3 білий слон · e3 чорний слон · g3 білий пішак · h3 чорний пішак · c2 біла тура · h2 білий ферзь · h1 білий король | a8 чорний король · h7 біла тура · b6 чорний пішак · d6 білий слон · b5 чорний пішак · f5 чорний пішак · b4 чорний пішак · c4 чорний пішак · f4 білий пішак · g4 чорний пішак · a3 чорний пішак · b3 білий слон · e3 чорний слон · g3 білий пішак · h3 чорний пішак · c2 біла тура · h2 білий ферзь · h1 білий король | a8 чорний король · h7 біла тура · b6 чорний пішак · d6 білий слон · b5 чорний пішак · f5 чорний пішак · b4 чорний пішак · c4 чорний пішак · f4 білий пішак · g4 чорний пішак · a3 чорний пішак · b3 білий слон · e3 чорний слон · g3 білий пішак · h3 чорний пішак · c2 біла тура · h2 білий ферзь · h1 білий король | a8 чорний король · h7 біла тура · b6 чорний пішак · d6 білий слон · b5 чорний пішак · f5 чорний пішак · b4 чорний пішак · c4 чорний пішак · f4 білий пішак · g4 чорний пішак · a3 чорний пішак · b3 білий слон · e3 чорний слон · g3 білий пішак · h3 чорний пішак · c2 біла тура · h2 білий ферзь · h1 білий король | 5 |
| 4 | a8 чорний король · h7 біла тура · b6 чорний пішак · d6 білий слон · b5 чорний пішак · f5 чорний пішак · b4 чорний пішак · c4 чорний пішак · f4 білий пішак · g4 чорний пішак · a3 чорний пішак · b3 білий слон · e3 чорний слон · g3 білий пішак · h3 чорний пішак · c2 біла тура · h2 білий ферзь · h1 білий король | a8 чорний король · h7 біла тура · b6 чорний пішак · d6 білий слон · b5 чорний пішак · f5 чорний пішак · b4 чорний пішак · c4 чорний пішак · f4 білий пішак · g4 чорний пішак · a3 чорний пішак · b3 білий слон · e3 чорний слон · g3 білий пішак · h3 чорний пішак · c2 біла тура · h2 білий ферзь · h1 білий король | a8 чорний король · h7 біла тура · b6 чорний пішак · d6 білий слон · b5 чорний пішак · f5 чорний пішак · b4 чорний пішак · c4 чорний пішак · f4 білий пішак · g4 чорний пішак · a3 чорний пішак · b3 білий слон · e3 чорний слон · g3 білий пішак · h3 чорний пішак · c2 біла тура · h2 білий ферзь · h1 білий король | a8 чорний король · h7 біла тура · b6 чорний пішак · d6 білий слон · b5 чорний пішак · f5 чорний пішак · b4 чорний пішак · c4 чорний пішак · f4 білий пішак · g4 чорний пішак · a3 чорний пішак · b3 білий слон · e3 чорний слон · g3 білий пішак · h3 чорний пішак · c2 біла тура · h2 білий ферзь · h1 білий король | a8 чорний король · h7 біла тура · b6 чорний пішак · d6 білий слон · b5 чорний пішак · f5 чорний пішак · b4 чорний пішак · c4 чорний пішак · f4 білий пішак · g4 чорний пішак · a3 чорний пішак · b3 білий слон · e3 чорний слон · g3 білий пішак · h3 чорний пішак · c2 біла тура · h2 білий ферзь · h1 білий король | a8 чорний король · h7 біла тура · b6 чорний пішак · d6 білий слон · b5 чорний пішак · f5 чорний пішак · b4 чорний пішак · c4 чорний пішак · f4 білий пішак · g4 чорний пішак · a3 чорний пішак · b3 білий слон · e3 чорний слон · g3 білий пішак · h3 чорний пішак · c2 біла тура · h2 білий ферзь · h1 білий король | a8 чорний король · h7 біла тура · b6 чорний пішак · d6 білий слон · b5 чорний пішак · f5 чорний пішак · b4 чорний пішак · c4 чорний пішак · f4 білий пішак · g4 чорний пішак · a3 чорний пішак · b3 білий слон · e3 чорний слон · g3 білий пішак · h3 чорний пішак · c2 біла тура · h2 білий ферзь · h1 білий король | a8 чорний король · h7 біла тура · b6 чорний пішак · d6 білий слон · b5 чорний пішак · f5 чорний пішак · b4 чорний пішак · c4 чорний пішак · f4 білий пішак · g4 чорний пішак · a3 чорний пішак · b3 білий слон · e3 чорний слон · g3 білий пішак · h3 чорний пішак · c2 біла тура · h2 білий ферзь · h1 білий король | 4 |
| 3 | a8 чорний король · h7 біла тура · b6 чорний пішак · d6 білий слон · b5 чорний пішак · f5 чорний пішак · b4 чорний пішак · c4 чорний пішак · f4 білий пішак · g4 чорний пішак · a3 чорний пішак · b3 білий слон · e3 чорний слон · g3 білий пішак · h3 чорний пішак · c2 біла тура · h2 білий ферзь · h1 білий король | a8 чорний король · h7 біла тура · b6 чорний пішак · d6 білий слон · b5 чорний пішак · f5 чорний пішак · b4 чорний пішак · c4 чорний пішак · f4 білий пішак · g4 чорний пішак · a3 чорний пішак · b3 білий слон · e3 чорний слон · g3 білий пішак · h3 чорний пішак · c2 біла тура · h2 білий ферзь · h1 білий король | a8 чорний король · h7 біла тура · b6 чорний пішак · d6 білий слон · b5 чорний пішак · f5 чорний пішак · b4 чорний пішак · c4 чорний пішак · f4 білий пішак · g4 чорний пішак · a3 чорний пішак · b3 білий слон · e3 чорний слон · g3 білий пішак · h3 чорний пішак · c2 біла тура · h2 білий ферзь · h1 білий король | a8 чорний король · h7 біла тура · b6 чорний пішак · d6 білий слон · b5 чорний пішак · f5 чорний пішак · b4 чорний пішак · c4 чорний пішак · f4 білий пішак · g4 чорний пішак · a3 чорний пішак · b3 білий слон · e3 чорний слон · g3 білий пішак · h3 чорний пішак · c2 біла тура · h2 білий ферзь · h1 білий король | a8 чорний король · h7 біла тура · b6 чорний пішак · d6 білий слон · b5 чорний пішак · f5 чорний пішак · b4 чорний пішак · c4 чорний пішак · f4 білий пішак · g4 чорний пішак · a3 чорний пішак · b3 білий слон · e3 чорний слон · g3 білий пішак · h3 чорний пішак · c2 біла тура · h2 білий ферзь · h1 білий король | a8 чорний король · h7 біла тура · b6 чорний пішак · d6 білий слон · b5 чорний пішак · f5 чорний пішак · b4 чорний пішак · c4 чорний пішак · f4 білий пішак · g4 чорний пішак · a3 чорний пішак · b3 білий слон · e3 чорний слон · g3 білий пішак · h3 чорний пішак · c2 біла тура · h2 білий ферзь · h1 білий король | a8 чорний король · h7 біла тура · b6 чорний пішак · d6 білий слон · b5 чорний пішак · f5 чорний пішак · b4 чорний пішак · c4 чорний пішак · f4 білий пішак · g4 чорний пішак · a3 чорний пішак · b3 білий слон · e3 чорний слон · g3 білий пішак · h3 чорний пішак · c2 біла тура · h2 білий ферзь · h1 білий король | a8 чорний король · h7 біла тура · b6 чорний пішак · d6 білий слон · b5 чорний пішак · f5 чорний пішак · b4 чорний пішак · c4 чорний пішак · f4 білий пішак · g4 чорний пішак · a3 чорний пішак · b3 білий слон · e3 чорний слон · g3 білий пішак · h3 чорний пішак · c2 біла тура · h2 білий ферзь · h1 білий король | 3 |
| 2 | a8 чорний король · h7 біла тура · b6 чорний пішак · d6 білий слон · b5 чорний пішак · f5 чорний пішак · b4 чорний пішак · c4 чорний пішак · f4 білий пішак · g4 чорний пішак · a3 чорний пішак · b3 білий слон · e3 чорний слон · g3 білий пішак · h3 чорний пішак · c2 біла тура · h2 білий ферзь · h1 білий король | a8 чорний король · h7 біла тура · b6 чорний пішак · d6 білий слон · b5 чорний пішак · f5 чорний пішак · b4 чорний пішак · c4 чорний пішак · f4 білий пішак · g4 чорний пішак · a3 чорний пішак · b3 білий слон · e3 чорний слон · g3 білий пішак · h3 чорний пішак · c2 біла тура · h2 білий ферзь · h1 білий король | a8 чорний король · h7 біла тура · b6 чорний пішак · d6 білий слон · b5 чорний пішак · f5 чорний пішак · b4 чорний пішак · c4 чорний пішак · f4 білий пішак · g4 чорний пішак · a3 чорний пішак · b3 білий слон · e3 чорний слон · g3 білий пішак · h3 чорний пішак · c2 біла тура · h2 білий ферзь · h1 білий король | a8 чорний король · h7 біла тура · b6 чорний пішак · d6 білий слон · b5 чорний пішак · f5 чорний пішак · b4 чорний пішак · c4 чорний пішак · f4 білий пішак · g4 чорний пішак · a3 чорний пішак · b3 білий слон · e3 чорний слон · g3 білий пішак · h3 чорний пішак · c2 біла тура · h2 білий ферзь · h1 білий король | a8 чорний король · h7 біла тура · b6 чорний пішак · d6 білий слон · b5 чорний пішак · f5 чорний пішак · b4 чорний пішак · c4 чорний пішак · f4 білий пішак · g4 чорний пішак · a3 чорний пішак · b3 білий слон · e3 чорний слон · g3 білий пішак · h3 чорний пішак · c2 біла тура · h2 білий ферзь · h1 білий король | a8 чорний король · h7 біла тура · b6 чорний пішак · d6 білий слон · b5 чорний пішак · f5 чорний пішак · b4 чорний пішак · c4 чорний пішак · f4 білий пішак · g4 чорний пішак · a3 чорний пішак · b3 білий слон · e3 чорний слон · g3 білий пішак · h3 чорний пішак · c2 біла тура · h2 білий ферзь · h1 білий король | a8 чорний король · h7 біла тура · b6 чорний пішак · d6 білий слон · b5 чорний пішак · f5 чорний пішак · b4 чорний пішак · c4 чорний пішак · f4 білий пішак · g4 чорний пішак · a3 чорний пішак · b3 білий слон · e3 чорний слон · g3 білий пішак · h3 чорний пішак · c2 біла тура · h2 білий ферзь · h1 білий король | a8 чорний король · h7 біла тура · b6 чорний пішак · d6 білий слон · b5 чорний пішак · f5 чорний пішак · b4 чорний пішак · c4 чорний пішак · f4 білий пішак · g4 чорний пішак · a3 чорний пішак · b3 білий слон · e3 чорний слон · g3 білий пішак · h3 чорний пішак · c2 біла тура · h2 білий ферзь · h1 білий король | 2 |
| 1 | a8 чорний король · h7 біла тура · b6 чорний пішак · d6 білий слон · b5 чорний пішак · f5 чорний пішак · b4 чорний пішак · c4 чорний пішак · f4 білий пішак · g4 чорний пішак · a3 чорний пішак · b3 білий слон · e3 чорний слон · g3 білий пішак · h3 чорний пішак · c2 біла тура · h2 білий ферзь · h1 білий король | a8 чорний король · h7 біла тура · b6 чорний пішак · d6 білий слон · b5 чорний пішак · f5 чорний пішак · b4 чорний пішак · c4 чорний пішак · f4 білий пішак · g4 чорний пішак · a3 чорний пішак · b3 білий слон · e3 чорний слон · g3 білий пішак · h3 чорний пішак · c2 біла тура · h2 білий ферзь · h1 білий король | a8 чорний король · h7 біла тура · b6 чорний пішак · d6 білий слон · b5 чорний пішак · f5 чорний пішак · b4 чорний пішак · c4 чорний пішак · f4 білий пішак · g4 чорний пішак · a3 чорний пішак · b3 білий слон · e3 чорний слон · g3 білий пішак · h3 чорний пішак · c2 біла тура · h2 білий ферзь · h1 білий король | a8 чорний король · h7 біла тура · b6 чорний пішак · d6 білий слон · b5 чорний пішак · f5 чорний пішак · b4 чорний пішак · c4 чорний пішак · f4 білий пішак · g4 чорний пішак · a3 чорний пішак · b3 білий слон · e3 чорний слон · g3 білий пішак · h3 чорний пішак · c2 біла тура · h2 білий ферзь · h1 білий король | a8 чорний король · h7 біла тура · b6 чорний пішак · d6 білий слон · b5 чорний пішак · f5 чорний пішак · b4 чорний пішак · c4 чорний пішак · f4 білий пішак · g4 чорний пішак · a3 чорний пішак · b3 білий слон · e3 чорний слон · g3 білий пішак · h3 чорний пішак · c2 біла тура · h2 білий ферзь · h1 білий король | a8 чорний король · h7 біла тура · b6 чорний пішак · d6 білий слон · b5 чорний пішак · f5 чорний пішак · b4 чорний пішак · c4 чорний пішак · f4 білий пішак · g4 чорний пішак · a3 чорний пішак · b3 білий слон · e3 чорний слон · g3 білий пішак · h3 чорний пішак · c2 біла тура · h2 білий ферзь · h1 білий король | a8 чорний король · h7 біла тура · b6 чорний пішак · d6 білий слон · b5 чорний пішак · f5 чорний пішак · b4 чорний пішак · c4 чорний пішак · f4 білий пішак · g4 чорний пішак · a3 чорний пішак · b3 білий слон · e3 чорний слон · g3 білий пішак · h3 чорний пішак · c2 біла тура · h2 білий ферзь · h1 білий король | a8 чорний король · h7 біла тура · b6 чорний пішак · d6 білий слон · b5 чорний пішак · f5 чорний пішак · b4 чорний пішак · c4 чорний пішак · f4 білий пішак · g4 чорний пішак · a3 чорний пішак · b3 білий слон · e3 чорний слон · g3 білий пішак · h3 чорний пішак · c2 біла тура · h2 білий ферзь · h1 білий король | 1 |
|   | a | b | c | d | e | f | g | h |   |

1. ... a2 2. T:a2#
1. ... cb3 2. Tc8#
1. ... c3 2. Lh5#
1. Te2?
1. ... a2  2.Te:a2#, 1. ... cb3!
1. De2! ~ Zz
1. ... h2 2. Dg2#
1. ... a2 2. T:a2#
- — - — - — -
1. ... L~ 2. De8#
Біла тура та ферзь під час гри віддаляються одна від одної. Біла форма теми виражена в ортодоксальному жанрі.
|   | a | b | c | d | e | f | g | h |   |
| 8 | a8 чорний король · d8 чорна тура · a7 чорний пішак · b7 чорний ферзь · c6 чорний слон · e6 чорний пішак · g6 білий король · h6 біла тура · g5 чорний пішак · h5 білий ферзь · g4 чорний пішак | a8 чорний король · d8 чорна тура · a7 чорний пішак · b7 чорний ферзь · c6 чорний слон · e6 чорний пішак · g6 білий король · h6 біла тура · g5 чорний пішак · h5 білий ферзь · g4 чорний пішак | a8 чорний король · d8 чорна тура · a7 чорний пішак · b7 чорний ферзь · c6 чорний слон · e6 чорний пішак · g6 білий король · h6 біла тура · g5 чорний пішак · h5 білий ферзь · g4 чорний пішак | a8 чорний король · d8 чорна тура · a7 чорний пішак · b7 чорний ферзь · c6 чорний слон · e6 чорний пішак · g6 білий король · h6 біла тура · g5 чорний пішак · h5 білий ферзь · g4 чорний пішак | a8 чорний король · d8 чорна тура · a7 чорний пішак · b7 чорний ферзь · c6 чорний слон · e6 чорний пішак · g6 білий король · h6 біла тура · g5 чорний пішак · h5 білий ферзь · g4 чорний пішак | a8 чорний король · d8 чорна тура · a7 чорний пішак · b7 чорний ферзь · c6 чорний слон · e6 чорний пішак · g6 білий король · h6 біла тура · g5 чорний пішак · h5 білий ферзь · g4 чорний пішак | a8 чорний король · d8 чорна тура · a7 чорний пішак · b7 чорний ферзь · c6 чорний слон · e6 чорний пішак · g6 білий король · h6 біла тура · g5 чорний пішак · h5 білий ферзь · g4 чорний пішак | a8 чорний король · d8 чорна тура · a7 чорний пішак · b7 чорний ферзь · c6 чорний слон · e6 чорний пішак · g6 білий король · h6 біла тура · g5 чорний пішак · h5 білий ферзь · g4 чорний пішак | 8 |
| 7 | a8 чорний король · d8 чорна тура · a7 чорний пішак · b7 чорний ферзь · c6 чорний слон · e6 чорний пішак · g6 білий король · h6 біла тура · g5 чорний пішак · h5 білий ферзь · g4 чорний пішак | a8 чорний король · d8 чорна тура · a7 чорний пішак · b7 чорний ферзь · c6 чорний слон · e6 чорний пішак · g6 білий король · h6 біла тура · g5 чорний пішак · h5 білий ферзь · g4 чорний пішак | a8 чорний король · d8 чорна тура · a7 чорний пішак · b7 чорний ферзь · c6 чорний слон · e6 чорний пішак · g6 білий король · h6 біла тура · g5 чорний пішак · h5 білий ферзь · g4 чорний пішак | a8 чорний король · d8 чорна тура · a7 чорний пішак · b7 чорний ферзь · c6 чорний слон · e6 чорний пішак · g6 білий король · h6 біла тура · g5 чорний пішак · h5 білий ферзь · g4 чорний пішак | a8 чорний король · d8 чорна тура · a7 чорний пішак · b7 чорний ферзь · c6 чорний слон · e6 чорний пішак · g6 білий король · h6 біла тура · g5 чорний пішак · h5 білий ферзь · g4 чорний пішак | a8 чорний король · d8 чорна тура · a7 чорний пішак · b7 чорний ферзь · c6 чорний слон · e6 чорний пішак · g6 білий король · h6 біла тура · g5 чорний пішак · h5 білий ферзь · g4 чорний пішак | a8 чорний король · d8 чорна тура · a7 чорний пішак · b7 чорний ферзь · c6 чорний слон · e6 чорний пішак · g6 білий король · h6 біла тура · g5 чорний пішак · h5 білий ферзь · g4 чорний пішак | a8 чорний король · d8 чорна тура · a7 чорний пішак · b7 чорний ферзь · c6 чорний слон · e6 чорний пішак · g6 білий король · h6 біла тура · g5 чорний пішак · h5 білий ферзь · g4 чорний пішак | 7 |
| 6 | a8 чорний король · d8 чорна тура · a7 чорний пішак · b7 чорний ферзь · c6 чорний слон · e6 чорний пішак · g6 білий король · h6 біла тура · g5 чорний пішак · h5 білий ферзь · g4 чорний пішак | a8 чорний король · d8 чорна тура · a7 чорний пішак · b7 чорний ферзь · c6 чорний слон · e6 чорний пішак · g6 білий король · h6 біла тура · g5 чорний пішак · h5 білий ферзь · g4 чорний пішак | a8 чорний король · d8 чорна тура · a7 чорний пішак · b7 чорний ферзь · c6 чорний слон · e6 чорний пішак · g6 білий король · h6 біла тура · g5 чорний пішак · h5 білий ферзь · g4 чорний пішак | a8 чорний король · d8 чорна тура · a7 чорний пішак · b7 чорний ферзь · c6 чорний слон · e6 чорний пішак · g6 білий король · h6 біла тура · g5 чорний пішак · h5 білий ферзь · g4 чорний пішак | a8 чорний король · d8 чорна тура · a7 чорний пішак · b7 чорний ферзь · c6 чорний слон · e6 чорний пішак · g6 білий король · h6 біла тура · g5 чорний пішак · h5 білий ферзь · g4 чорний пішак | a8 чорний король · d8 чорна тура · a7 чорний пішак · b7 чорний ферзь · c6 чорний слон · e6 чорний пішак · g6 білий король · h6 біла тура · g5 чорний пішак · h5 білий ферзь · g4 чорний пішак | a8 чорний король · d8 чорна тура · a7 чорний пішак · b7 чорний ферзь · c6 чорний слон · e6 чорний пішак · g6 білий король · h6 біла тура · g5 чорний пішак · h5 білий ферзь · g4 чорний пішак | a8 чорний король · d8 чорна тура · a7 чорний пішак · b7 чорний ферзь · c6 чорний слон · e6 чорний пішак · g6 білий король · h6 біла тура · g5 чорний пішак · h5 білий ферзь · g4 чорний пішак | 6 |
| 5 | a8 чорний король · d8 чорна тура · a7 чорний пішак · b7 чорний ферзь · c6 чорний слон · e6 чорний пішак · g6 білий король · h6 біла тура · g5 чорний пішак · h5 білий ферзь · g4 чорний пішак | a8 чорний король · d8 чорна тура · a7 чорний пішак · b7 чорний ферзь · c6 чорний слон · e6 чорний пішак · g6 білий король · h6 біла тура · g5 чорний пішак · h5 білий ферзь · g4 чорний пішак | a8 чорний король · d8 чорна тура · a7 чорний пішак · b7 чорний ферзь · c6 чорний слон · e6 чорний пішак · g6 білий король · h6 біла тура · g5 чорний пішак · h5 білий ферзь · g4 чорний пішак | a8 чорний король · d8 чорна тура · a7 чорний пішак · b7 чорний ферзь · c6 чорний слон · e6 чорний пішак · g6 білий король · h6 біла тура · g5 чорний пішак · h5 білий ферзь · g4 чорний пішак | a8 чорний король · d8 чорна тура · a7 чорний пішак · b7 чорний ферзь · c6 чорний слон · e6 чорний пішак · g6 білий король · h6 біла тура · g5 чорний пішак · h5 білий ферзь · g4 чорний пішак | a8 чорний король · d8 чорна тура · a7 чорний пішак · b7 чорний ферзь · c6 чорний слон · e6 чорний пішак · g6 білий король · h6 біла тура · g5 чорний пішак · h5 білий ферзь · g4 чорний пішак | a8 чорний король · d8 чорна тура · a7 чорний пішак · b7 чорний ферзь · c6 чорний слон · e6 чорний пішак · g6 білий король · h6 біла тура · g5 чорний пішак · h5 білий ферзь · g4 чорний пішак | a8 чорний король · d8 чорна тура · a7 чорний пішак · b7 чорний ферзь · c6 чорний слон · e6 чорний пішак · g6 білий король · h6 біла тура · g5 чорний пішак · h5 білий ферзь · g4 чорний пішак | 5 |
| 4 | a8 чорний король · d8 чорна тура · a7 чорний пішак · b7 чорний ферзь · c6 чорний слон · e6 чорний пішак · g6 білий король · h6 біла тура · g5 чорний пішак · h5 білий ферзь · g4 чорний пішак | a8 чорний король · d8 чорна тура · a7 чорний пішак · b7 чорний ферзь · c6 чорний слон · e6 чорний пішак · g6 білий король · h6 біла тура · g5 чорний пішак · h5 білий ферзь · g4 чорний пішак | a8 чорний король · d8 чорна тура · a7 чорний пішак · b7 чорний ферзь · c6 чорний слон · e6 чорний пішак · g6 білий король · h6 біла тура · g5 чорний пішак · h5 білий ферзь · g4 чорний пішак | a8 чорний король · d8 чорна тура · a7 чорний пішак · b7 чорний ферзь · c6 чорний слон · e6 чорний пішак · g6 білий король · h6 біла тура · g5 чорний пішак · h5 білий ферзь · g4 чорний пішак | a8 чорний король · d8 чорна тура · a7 чорний пішак · b7 чорний ферзь · c6 чорний слон · e6 чорний пішак · g6 білий король · h6 біла тура · g5 чорний пішак · h5 білий ферзь · g4 чорний пішак | a8 чорний король · d8 чорна тура · a7 чорний пішак · b7 чорний ферзь · c6 чорний слон · e6 чорний пішак · g6 білий король · h6 біла тура · g5 чорний пішак · h5 білий ферзь · g4 чорний пішак | a8 чорний король · d8 чорна тура · a7 чорний пішак · b7 чорний ферзь · c6 чорний слон · e6 чорний пішак · g6 білий король · h6 біла тура · g5 чорний пішак · h5 білий ферзь · g4 чорний пішак | a8 чорний король · d8 чорна тура · a7 чорний пішак · b7 чорний ферзь · c6 чорний слон · e6 чорний пішак · g6 білий король · h6 біла тура · g5 чорний пішак · h5 білий ферзь · g4 чорний пішак | 4 |
| 3 | a8 чорний король · d8 чорна тура · a7 чорний пішак · b7 чорний ферзь · c6 чорний слон · e6 чорний пішак · g6 білий король · h6 біла тура · g5 чорний пішак · h5 білий ферзь · g4 чорний пішак | a8 чорний король · d8 чорна тура · a7 чорний пішак · b7 чорний ферзь · c6 чорний слон · e6 чорний пішак · g6 білий король · h6 біла тура · g5 чорний пішак · h5 білий ферзь · g4 чорний пішак | a8 чорний король · d8 чорна тура · a7 чорний пішак · b7 чорний ферзь · c6 чорний слон · e6 чорний пішак · g6 білий король · h6 біла тура · g5 чорний пішак · h5 білий ферзь · g4 чорний пішак | a8 чорний король · d8 чорна тура · a7 чорний пішак · b7 чорний ферзь · c6 чорний слон · e6 чорний пішак · g6 білий король · h6 біла тура · g5 чорний пішак · h5 білий ферзь · g4 чорний пішак | a8 чорний король · d8 чорна тура · a7 чорний пішак · b7 чорний ферзь · c6 чорний слон · e6 чорний пішак · g6 білий король · h6 біла тура · g5 чорний пішак · h5 білий ферзь · g4 чорний пішак | a8 чорний король · d8 чорна тура · a7 чорний пішак · b7 чорний ферзь · c6 чорний слон · e6 чорний пішак · g6 білий король · h6 біла тура · g5 чорний пішак · h5 білий ферзь · g4 чорний пішак | a8 чорний король · d8 чорна тура · a7 чорний пішак · b7 чорний ферзь · c6 чорний слон · e6 чорний пішак · g6 білий король · h6 біла тура · g5 чорний пішак · h5 білий ферзь · g4 чорний пішак | a8 чорний король · d8 чорна тура · a7 чорний пішак · b7 чорний ферзь · c6 чорний слон · e6 чорний пішак · g6 білий король · h6 біла тура · g5 чорний пішак · h5 білий ферзь · g4 чорний пішак | 3 |
| 2 | a8 чорний король · d8 чорна тура · a7 чорний пішак · b7 чорний ферзь · c6 чорний слон · e6 чорний пішак · g6 білий король · h6 біла тура · g5 чорний пішак · h5 білий ферзь · g4 чорний пішак | a8 чорний король · d8 чорна тура · a7 чорний пішак · b7 чорний ферзь · c6 чорний слон · e6 чорний пішак · g6 білий король · h6 біла тура · g5 чорний пішак · h5 білий ферзь · g4 чорний пішак | a8 чорний король · d8 чорна тура · a7 чорний пішак · b7 чорний ферзь · c6 чорний слон · e6 чорний пішак · g6 білий король · h6 біла тура · g5 чорний пішак · h5 білий ферзь · g4 чорний пішак | a8 чорний король · d8 чорна тура · a7 чорний пішак · b7 чорний ферзь · c6 чорний слон · e6 чорний пішак · g6 білий король · h6 біла тура · g5 чорний пішак · h5 білий ферзь · g4 чорний пішак | a8 чорний король · d8 чорна тура · a7 чорний пішак · b7 чорний ферзь · c6 чорний слон · e6 чорний пішак · g6 білий король · h6 біла тура · g5 чорний пішак · h5 білий ферзь · g4 чорний пішак | a8 чорний король · d8 чорна тура · a7 чорний пішак · b7 чорний ферзь · c6 чорний слон · e6 чорний пішак · g6 білий король · h6 біла тура · g5 чорний пішак · h5 білий ферзь · g4 чорний пішак | a8 чорний король · d8 чорна тура · a7 чорний пішак · b7 чорний ферзь · c6 чорний слон · e6 чорний пішак · g6 білий король · h6 біла тура · g5 чорний пішак · h5 білий ферзь · g4 чорний пішак | a8 чорний король · d8 чорна тура · a7 чорний пішак · b7 чорний ферзь · c6 чорний слон · e6 чорний пішак · g6 білий король · h6 біла тура · g5 чорний пішак · h5 білий ферзь · g4 чорний пішак | 2 |
| 1 | a8 чорний король · d8 чорна тура · a7 чорний пішак · b7 чорний ферзь · c6 чорний слон · e6 чорний пішак · g6 білий король · h6 біла тура · g5 чорний пішак · h5 білий ферзь · g4 чорний пішак | a8 чорний король · d8 чорна тура · a7 чорний пішак · b7 чорний ферзь · c6 чорний слон · e6 чорний пішак · g6 білий король · h6 біла тура · g5 чорний пішак · h5 білий ферзь · g4 чорний пішак | a8 чорний король · d8 чорна тура · a7 чорний пішак · b7 чорний ферзь · c6 чорний слон · e6 чорний пішак · g6 білий король · h6 біла тура · g5 чорний пішак · h5 білий ферзь · g4 чорний пішак | a8 чорний король · d8 чорна тура · a7 чорний пішак · b7 чорний ферзь · c6 чорний слон · e6 чорний пішак · g6 білий король · h6 біла тура · g5 чорний пішак · h5 білий ферзь · g4 чорний пішак | a8 чорний король · d8 чорна тура · a7 чорний пішак · b7 чорний ферзь · c6 чорний слон · e6 чорний пішак · g6 білий король · h6 біла тура · g5 чорний пішак · h5 білий ферзь · g4 чорний пішак | a8 чорний король · d8 чорна тура · a7 чорний пішак · b7 чорний ферзь · c6 чорний слон · e6 чорний пішак · g6 білий король · h6 біла тура · g5 чорний пішак · h5 білий ферзь · g4 чорний пішак | a8 чорний король · d8 чорна тура · a7 чорний пішак · b7 чорний ферзь · c6 чорний слон · e6 чорний пішак · g6 білий король · h6 біла тура · g5 чорний пішак · h5 білий ферзь · g4 чорний пішак | a8 чорний король · d8 чорна тура · a7 чорний пішак · b7 чорний ферзь · c6 чорний слон · e6 чорний пішак · g6 білий король · h6 біла тура · g5 чорний пішак · h5 білий ферзь · g4 чорний пішак | 1 |
|   | a | b | c | d | e | f | g | h |   |

FEN: k2r4/pq6/2b1p1KR/6pQ/6p1/8/8/8
b) b7 → b8

a) 1.Bh1 (A) Qxh1 (B) 2.Rh8 (C) Rxh8# (D) (MM)

b) 1.Rh8 (C) Rxh8 (D) 2.Bh1 (A) Qxh1# (B) (MM)
В початковій позиції білі тура і ферзь стоять один біля одного і в процесі рішення білі ферзь і тура взаємно віддаляються один від одного. На тлі чергування ходів білих і чорних фігур виражено білу форму теми в кооперативному жанрі.  

### Чорна форма
Для вираження в задачі чорної форми теми потрібно, щоб в процесі гри віддалялися одна від одної дві чорні фігури.
|   | a | b | c | d | e | f | g | h |   |
| 8 | a8 білий ферзь · d7 чорний пішак · c6 чорний пішак · g6 білий кінь · a5 чорний пішак · e5 чорна тура · f5 чорна тура · c4 білий пішак · d4 білий слон · e4 чорний король · f4 чорний пішак · g4 білий пішак · c3 білий пішак · f3 чорний пішак · h3 чорний пішак · a2 біла тура · e1 білий кінь · f1 білий король | a8 білий ферзь · d7 чорний пішак · c6 чорний пішак · g6 білий кінь · a5 чорний пішак · e5 чорна тура · f5 чорна тура · c4 білий пішак · d4 білий слон · e4 чорний король · f4 чорний пішак · g4 білий пішак · c3 білий пішак · f3 чорний пішак · h3 чорний пішак · a2 біла тура · e1 білий кінь · f1 білий король | a8 білий ферзь · d7 чорний пішак · c6 чорний пішак · g6 білий кінь · a5 чорний пішак · e5 чорна тура · f5 чорна тура · c4 білий пішак · d4 білий слон · e4 чорний король · f4 чорний пішак · g4 білий пішак · c3 білий пішак · f3 чорний пішак · h3 чорний пішак · a2 біла тура · e1 білий кінь · f1 білий король | a8 білий ферзь · d7 чорний пішак · c6 чорний пішак · g6 білий кінь · a5 чорний пішак · e5 чорна тура · f5 чорна тура · c4 білий пішак · d4 білий слон · e4 чорний король · f4 чорний пішак · g4 білий пішак · c3 білий пішак · f3 чорний пішак · h3 чорний пішак · a2 біла тура · e1 білий кінь · f1 білий король | a8 білий ферзь · d7 чорний пішак · c6 чорний пішак · g6 білий кінь · a5 чорний пішак · e5 чорна тура · f5 чорна тура · c4 білий пішак · d4 білий слон · e4 чорний король · f4 чорний пішак · g4 білий пішак · c3 білий пішак · f3 чорний пішак · h3 чорний пішак · a2 біла тура · e1 білий кінь · f1 білий король | a8 білий ферзь · d7 чорний пішак · c6 чорний пішак · g6 білий кінь · a5 чорний пішак · e5 чорна тура · f5 чорна тура · c4 білий пішак · d4 білий слон · e4 чорний король · f4 чорний пішак · g4 білий пішак · c3 білий пішак · f3 чорний пішак · h3 чорний пішак · a2 біла тура · e1 білий кінь · f1 білий король | a8 білий ферзь · d7 чорний пішак · c6 чорний пішак · g6 білий кінь · a5 чорний пішак · e5 чорна тура · f5 чорна тура · c4 білий пішак · d4 білий слон · e4 чорний король · f4 чорний пішак · g4 білий пішак · c3 білий пішак · f3 чорний пішак · h3 чорний пішак · a2 біла тура · e1 білий кінь · f1 білий король | a8 білий ферзь · d7 чорний пішак · c6 чорний пішак · g6 білий кінь · a5 чорний пішак · e5 чорна тура · f5 чорна тура · c4 білий пішак · d4 білий слон · e4 чорний король · f4 чорний пішак · g4 білий пішак · c3 білий пішак · f3 чорний пішак · h3 чорний пішак · a2 біла тура · e1 білий кінь · f1 білий король | 8 |
| 7 | a8 білий ферзь · d7 чорний пішак · c6 чорний пішак · g6 білий кінь · a5 чорний пішак · e5 чорна тура · f5 чорна тура · c4 білий пішак · d4 білий слон · e4 чорний король · f4 чорний пішак · g4 білий пішак · c3 білий пішак · f3 чорний пішак · h3 чорний пішак · a2 біла тура · e1 білий кінь · f1 білий король | a8 білий ферзь · d7 чорний пішак · c6 чорний пішак · g6 білий кінь · a5 чорний пішак · e5 чорна тура · f5 чорна тура · c4 білий пішак · d4 білий слон · e4 чорний король · f4 чорний пішак · g4 білий пішак · c3 білий пішак · f3 чорний пішак · h3 чорний пішак · a2 біла тура · e1 білий кінь · f1 білий король | a8 білий ферзь · d7 чорний пішак · c6 чорний пішак · g6 білий кінь · a5 чорний пішак · e5 чорна тура · f5 чорна тура · c4 білий пішак · d4 білий слон · e4 чорний король · f4 чорний пішак · g4 білий пішак · c3 білий пішак · f3 чорний пішак · h3 чорний пішак · a2 біла тура · e1 білий кінь · f1 білий король | a8 білий ферзь · d7 чорний пішак · c6 чорний пішак · g6 білий кінь · a5 чорний пішак · e5 чорна тура · f5 чорна тура · c4 білий пішак · d4 білий слон · e4 чорний король · f4 чорний пішак · g4 білий пішак · c3 білий пішак · f3 чорний пішак · h3 чорний пішак · a2 біла тура · e1 білий кінь · f1 білий король | a8 білий ферзь · d7 чорний пішак · c6 чорний пішак · g6 білий кінь · a5 чорний пішак · e5 чорна тура · f5 чорна тура · c4 білий пішак · d4 білий слон · e4 чорний король · f4 чорний пішак · g4 білий пішак · c3 білий пішак · f3 чорний пішак · h3 чорний пішак · a2 біла тура · e1 білий кінь · f1 білий король | a8 білий ферзь · d7 чорний пішак · c6 чорний пішак · g6 білий кінь · a5 чорний пішак · e5 чорна тура · f5 чорна тура · c4 білий пішак · d4 білий слон · e4 чорний король · f4 чорний пішак · g4 білий пішак · c3 білий пішак · f3 чорний пішак · h3 чорний пішак · a2 біла тура · e1 білий кінь · f1 білий король | a8 білий ферзь · d7 чорний пішак · c6 чорний пішак · g6 білий кінь · a5 чорний пішак · e5 чорна тура · f5 чорна тура · c4 білий пішак · d4 білий слон · e4 чорний король · f4 чорний пішак · g4 білий пішак · c3 білий пішак · f3 чорний пішак · h3 чорний пішак · a2 біла тура · e1 білий кінь · f1 білий король | a8 білий ферзь · d7 чорний пішак · c6 чорний пішак · g6 білий кінь · a5 чорний пішак · e5 чорна тура · f5 чорна тура · c4 білий пішак · d4 білий слон · e4 чорний король · f4 чорний пішак · g4 білий пішак · c3 білий пішак · f3 чорний пішак · h3 чорний пішак · a2 біла тура · e1 білий кінь · f1 білий король | 7 |
| 6 | a8 білий ферзь · d7 чорний пішак · c6 чорний пішак · g6 білий кінь · a5 чорний пішак · e5 чорна тура · f5 чорна тура · c4 білий пішак · d4 білий слон · e4 чорний король · f4 чорний пішак · g4 білий пішак · c3 білий пішак · f3 чорний пішак · h3 чорний пішак · a2 біла тура · e1 білий кінь · f1 білий король | a8 білий ферзь · d7 чорний пішак · c6 чорний пішак · g6 білий кінь · a5 чорний пішак · e5 чорна тура · f5 чорна тура · c4 білий пішак · d4 білий слон · e4 чорний король · f4 чорний пішак · g4 білий пішак · c3 білий пішак · f3 чорний пішак · h3 чорний пішак · a2 біла тура · e1 білий кінь · f1 білий король | a8 білий ферзь · d7 чорний пішак · c6 чорний пішак · g6 білий кінь · a5 чорний пішак · e5 чорна тура · f5 чорна тура · c4 білий пішак · d4 білий слон · e4 чорний король · f4 чорний пішак · g4 білий пішак · c3 білий пішак · f3 чорний пішак · h3 чорний пішак · a2 біла тура · e1 білий кінь · f1 білий король | a8 білий ферзь · d7 чорний пішак · c6 чорний пішак · g6 білий кінь · a5 чорний пішак · e5 чорна тура · f5 чорна тура · c4 білий пішак · d4 білий слон · e4 чорний король · f4 чорний пішак · g4 білий пішак · c3 білий пішак · f3 чорний пішак · h3 чорний пішак · a2 біла тура · e1 білий кінь · f1 білий король | a8 білий ферзь · d7 чорний пішак · c6 чорний пішак · g6 білий кінь · a5 чорний пішак · e5 чорна тура · f5 чорна тура · c4 білий пішак · d4 білий слон · e4 чорний король · f4 чорний пішак · g4 білий пішак · c3 білий пішак · f3 чорний пішак · h3 чорний пішак · a2 біла тура · e1 білий кінь · f1 білий король | a8 білий ферзь · d7 чорний пішак · c6 чорний пішак · g6 білий кінь · a5 чорний пішак · e5 чорна тура · f5 чорна тура · c4 білий пішак · d4 білий слон · e4 чорний король · f4 чорний пішак · g4 білий пішак · c3 білий пішак · f3 чорний пішак · h3 чорний пішак · a2 біла тура · e1 білий кінь · f1 білий король | a8 білий ферзь · d7 чорний пішак · c6 чорний пішак · g6 білий кінь · a5 чорний пішак · e5 чорна тура · f5 чорна тура · c4 білий пішак · d4 білий слон · e4 чорний король · f4 чорний пішак · g4 білий пішак · c3 білий пішак · f3 чорний пішак · h3 чорний пішак · a2 біла тура · e1 білий кінь · f1 білий король | a8 білий ферзь · d7 чорний пішак · c6 чорний пішак · g6 білий кінь · a5 чорний пішак · e5 чорна тура · f5 чорна тура · c4 білий пішак · d4 білий слон · e4 чорний король · f4 чорний пішак · g4 білий пішак · c3 білий пішак · f3 чорний пішак · h3 чорний пішак · a2 біла тура · e1 білий кінь · f1 білий король | 6 |
| 5 | a8 білий ферзь · d7 чорний пішак · c6 чорний пішак · g6 білий кінь · a5 чорний пішак · e5 чорна тура · f5 чорна тура · c4 білий пішак · d4 білий слон · e4 чорний король · f4 чорний пішак · g4 білий пішак · c3 білий пішак · f3 чорний пішак · h3 чорний пішак · a2 біла тура · e1 білий кінь · f1 білий король | a8 білий ферзь · d7 чорний пішак · c6 чорний пішак · g6 білий кінь · a5 чорний пішак · e5 чорна тура · f5 чорна тура · c4 білий пішак · d4 білий слон · e4 чорний король · f4 чорний пішак · g4 білий пішак · c3 білий пішак · f3 чорний пішак · h3 чорний пішак · a2 біла тура · e1 білий кінь · f1 білий король | a8 білий ферзь · d7 чорний пішак · c6 чорний пішак · g6 білий кінь · a5 чорний пішак · e5 чорна тура · f5 чорна тура · c4 білий пішак · d4 білий слон · e4 чорний король · f4 чорний пішак · g4 білий пішак · c3 білий пішак · f3 чорний пішак · h3 чорний пішак · a2 біла тура · e1 білий кінь · f1 білий король | a8 білий ферзь · d7 чорний пішак · c6 чорний пішак · g6 білий кінь · a5 чорний пішак · e5 чорна тура · f5 чорна тура · c4 білий пішак · d4 білий слон · e4 чорний король · f4 чорний пішак · g4 білий пішак · c3 білий пішак · f3 чорний пішак · h3 чорний пішак · a2 біла тура · e1 білий кінь · f1 білий король | a8 білий ферзь · d7 чорний пішак · c6 чорний пішак · g6 білий кінь · a5 чорний пішак · e5 чорна тура · f5 чорна тура · c4 білий пішак · d4 білий слон · e4 чорний король · f4 чорний пішак · g4 білий пішак · c3 білий пішак · f3 чорний пішак · h3 чорний пішак · a2 біла тура · e1 білий кінь · f1 білий король | a8 білий ферзь · d7 чорний пішак · c6 чорний пішак · g6 білий кінь · a5 чорний пішак · e5 чорна тура · f5 чорна тура · c4 білий пішак · d4 білий слон · e4 чорний король · f4 чорний пішак · g4 білий пішак · c3 білий пішак · f3 чорний пішак · h3 чорний пішак · a2 біла тура · e1 білий кінь · f1 білий король | a8 білий ферзь · d7 чорний пішак · c6 чорний пішак · g6 білий кінь · a5 чорний пішак · e5 чорна тура · f5 чорна тура · c4 білий пішак · d4 білий слон · e4 чорний король · f4 чорний пішак · g4 білий пішак · c3 білий пішак · f3 чорний пішак · h3 чорний пішак · a2 біла тура · e1 білий кінь · f1 білий король | a8 білий ферзь · d7 чорний пішак · c6 чорний пішак · g6 білий кінь · a5 чорний пішак · e5 чорна тура · f5 чорна тура · c4 білий пішак · d4 білий слон · e4 чорний король · f4 чорний пішак · g4 білий пішак · c3 білий пішак · f3 чорний пішак · h3 чорний пішак · a2 біла тура · e1 білий кінь · f1 білий король | 5 |
| 4 | a8 білий ферзь · d7 чорний пішак · c6 чорний пішак · g6 білий кінь · a5 чорний пішак · e5 чорна тура · f5 чорна тура · c4 білий пішак · d4 білий слон · e4 чорний король · f4 чорний пішак · g4 білий пішак · c3 білий пішак · f3 чорний пішак · h3 чорний пішак · a2 біла тура · e1 білий кінь · f1 білий король | a8 білий ферзь · d7 чорний пішак · c6 чорний пішак · g6 білий кінь · a5 чорний пішак · e5 чорна тура · f5 чорна тура · c4 білий пішак · d4 білий слон · e4 чорний король · f4 чорний пішак · g4 білий пішак · c3 білий пішак · f3 чорний пішак · h3 чорний пішак · a2 біла тура · e1 білий кінь · f1 білий король | a8 білий ферзь · d7 чорний пішак · c6 чорний пішак · g6 білий кінь · a5 чорний пішак · e5 чорна тура · f5 чорна тура · c4 білий пішак · d4 білий слон · e4 чорний король · f4 чорний пішак · g4 білий пішак · c3 білий пішак · f3 чорний пішак · h3 чорний пішак · a2 біла тура · e1 білий кінь · f1 білий король | a8 білий ферзь · d7 чорний пішак · c6 чорний пішак · g6 білий кінь · a5 чорний пішак · e5 чорна тура · f5 чорна тура · c4 білий пішак · d4 білий слон · e4 чорний король · f4 чорний пішак · g4 білий пішак · c3 білий пішак · f3 чорний пішак · h3 чорний пішак · a2 біла тура · e1 білий кінь · f1 білий король | a8 білий ферзь · d7 чорний пішак · c6 чорний пішак · g6 білий кінь · a5 чорний пішак · e5 чорна тура · f5 чорна тура · c4 білий пішак · d4 білий слон · e4 чорний король · f4 чорний пішак · g4 білий пішак · c3 білий пішак · f3 чорний пішак · h3 чорний пішак · a2 біла тура · e1 білий кінь · f1 білий король | a8 білий ферзь · d7 чорний пішак · c6 чорний пішак · g6 білий кінь · a5 чорний пішак · e5 чорна тура · f5 чорна тура · c4 білий пішак · d4 білий слон · e4 чорний король · f4 чорний пішак · g4 білий пішак · c3 білий пішак · f3 чорний пішак · h3 чорний пішак · a2 біла тура · e1 білий кінь · f1 білий король | a8 білий ферзь · d7 чорний пішак · c6 чорний пішак · g6 білий кінь · a5 чорний пішак · e5 чорна тура · f5 чорна тура · c4 білий пішак · d4 білий слон · e4 чорний король · f4 чорний пішак · g4 білий пішак · c3 білий пішак · f3 чорний пішак · h3 чорний пішак · a2 біла тура · e1 білий кінь · f1 білий король | a8 білий ферзь · d7 чорний пішак · c6 чорний пішак · g6 білий кінь · a5 чорний пішак · e5 чорна тура · f5 чорна тура · c4 білий пішак · d4 білий слон · e4 чорний король · f4 чорний пішак · g4 білий пішак · c3 білий пішак · f3 чорний пішак · h3 чорний пішак · a2 біла тура · e1 білий кінь · f1 білий король | 4 |
| 3 | a8 білий ферзь · d7 чорний пішак · c6 чорний пішак · g6 білий кінь · a5 чорний пішак · e5 чорна тура · f5 чорна тура · c4 білий пішак · d4 білий слон · e4 чорний король · f4 чорний пішак · g4 білий пішак · c3 білий пішак · f3 чорний пішак · h3 чорний пішак · a2 біла тура · e1 білий кінь · f1 білий король | a8 білий ферзь · d7 чорний пішак · c6 чорний пішак · g6 білий кінь · a5 чорний пішак · e5 чорна тура · f5 чорна тура · c4 білий пішак · d4 білий слон · e4 чорний король · f4 чорний пішак · g4 білий пішак · c3 білий пішак · f3 чорний пішак · h3 чорний пішак · a2 біла тура · e1 білий кінь · f1 білий король | a8 білий ферзь · d7 чорний пішак · c6 чорний пішак · g6 білий кінь · a5 чорний пішак · e5 чорна тура · f5 чорна тура · c4 білий пішак · d4 білий слон · e4 чорний король · f4 чорний пішак · g4 білий пішак · c3 білий пішак · f3 чорний пішак · h3 чорний пішак · a2 біла тура · e1 білий кінь · f1 білий король | a8 білий ферзь · d7 чорний пішак · c6 чорний пішак · g6 білий кінь · a5 чорний пішак · e5 чорна тура · f5 чорна тура · c4 білий пішак · d4 білий слон · e4 чорний король · f4 чорний пішак · g4 білий пішак · c3 білий пішак · f3 чорний пішак · h3 чорний пішак · a2 біла тура · e1 білий кінь · f1 білий король | a8 білий ферзь · d7 чорний пішак · c6 чорний пішак · g6 білий кінь · a5 чорний пішак · e5 чорна тура · f5 чорна тура · c4 білий пішак · d4 білий слон · e4 чорний король · f4 чорний пішак · g4 білий пішак · c3 білий пішак · f3 чорний пішак · h3 чорний пішак · a2 біла тура · e1 білий кінь · f1 білий король | a8 білий ферзь · d7 чорний пішак · c6 чорний пішак · g6 білий кінь · a5 чорний пішак · e5 чорна тура · f5 чорна тура · c4 білий пішак · d4 білий слон · e4 чорний король · f4 чорний пішак · g4 білий пішак · c3 білий пішак · f3 чорний пішак · h3 чорний пішак · a2 біла тура · e1 білий кінь · f1 білий король | a8 білий ферзь · d7 чорний пішак · c6 чорний пішак · g6 білий кінь · a5 чорний пішак · e5 чорна тура · f5 чорна тура · c4 білий пішак · d4 білий слон · e4 чорний король · f4 чорний пішак · g4 білий пішак · c3 білий пішак · f3 чорний пішак · h3 чорний пішак · a2 біла тура · e1 білий кінь · f1 білий король | a8 білий ферзь · d7 чорний пішак · c6 чорний пішак · g6 білий кінь · a5 чорний пішак · e5 чорна тура · f5 чорна тура · c4 білий пішак · d4 білий слон · e4 чорний король · f4 чорний пішак · g4 білий пішак · c3 білий пішак · f3 чорний пішак · h3 чорний пішак · a2 біла тура · e1 білий кінь · f1 білий король | 3 |
| 2 | a8 білий ферзь · d7 чорний пішак · c6 чорний пішак · g6 білий кінь · a5 чорний пішак · e5 чорна тура · f5 чорна тура · c4 білий пішак · d4 білий слон · e4 чорний король · f4 чорний пішак · g4 білий пішак · c3 білий пішак · f3 чорний пішак · h3 чорний пішак · a2 біла тура · e1 білий кінь · f1 білий король | a8 білий ферзь · d7 чорний пішак · c6 чорний пішак · g6 білий кінь · a5 чорний пішак · e5 чорна тура · f5 чорна тура · c4 білий пішак · d4 білий слон · e4 чорний король · f4 чорний пішак · g4 білий пішак · c3 білий пішак · f3 чорний пішак · h3 чорний пішак · a2 біла тура · e1 білий кінь · f1 білий король | a8 білий ферзь · d7 чорний пішак · c6 чорний пішак · g6 білий кінь · a5 чорний пішак · e5 чорна тура · f5 чорна тура · c4 білий пішак · d4 білий слон · e4 чорний король · f4 чорний пішак · g4 білий пішак · c3 білий пішак · f3 чорний пішак · h3 чорний пішак · a2 біла тура · e1 білий кінь · f1 білий король | a8 білий ферзь · d7 чорний пішак · c6 чорний пішак · g6 білий кінь · a5 чорний пішак · e5 чорна тура · f5 чорна тура · c4 білий пішак · d4 білий слон · e4 чорний король · f4 чорний пішак · g4 білий пішак · c3 білий пішак · f3 чорний пішак · h3 чорний пішак · a2 біла тура · e1 білий кінь · f1 білий король | a8 білий ферзь · d7 чорний пішак · c6 чорний пішак · g6 білий кінь · a5 чорний пішак · e5 чорна тура · f5 чорна тура · c4 білий пішак · d4 білий слон · e4 чорний король · f4 чорний пішак · g4 білий пішак · c3 білий пішак · f3 чорний пішак · h3 чорний пішак · a2 біла тура · e1 білий кінь · f1 білий король | a8 білий ферзь · d7 чорний пішак · c6 чорний пішак · g6 білий кінь · a5 чорний пішак · e5 чорна тура · f5 чорна тура · c4 білий пішак · d4 білий слон · e4 чорний король · f4 чорний пішак · g4 білий пішак · c3 білий пішак · f3 чорний пішак · h3 чорний пішак · a2 біла тура · e1 білий кінь · f1 білий король | a8 білий ферзь · d7 чорний пішак · c6 чорний пішак · g6 білий кінь · a5 чорний пішак · e5 чорна тура · f5 чорна тура · c4 білий пішак · d4 білий слон · e4 чорний король · f4 чорний пішак · g4 білий пішак · c3 білий пішак · f3 чорний пішак · h3 чорний пішак · a2 біла тура · e1 білий кінь · f1 білий король | a8 білий ферзь · d7 чорний пішак · c6 чорний пішак · g6 білий кінь · a5 чорний пішак · e5 чорна тура · f5 чорна тура · c4 білий пішак · d4 білий слон · e4 чорний король · f4 чорний пішак · g4 білий пішак · c3 білий пішак · f3 чорний пішак · h3 чорний пішак · a2 біла тура · e1 білий кінь · f1 білий король | 2 |
| 1 | a8 білий ферзь · d7 чорний пішак · c6 чорний пішак · g6 білий кінь · a5 чорний пішак · e5 чорна тура · f5 чорна тура · c4 білий пішак · d4 білий слон · e4 чорний король · f4 чорний пішак · g4 білий пішак · c3 білий пішак · f3 чорний пішак · h3 чорний пішак · a2 біла тура · e1 білий кінь · f1 білий король | a8 білий ферзь · d7 чорний пішак · c6 чорний пішак · g6 білий кінь · a5 чорний пішак · e5 чорна тура · f5 чорна тура · c4 білий пішак · d4 білий слон · e4 чорний король · f4 чорний пішак · g4 білий пішак · c3 білий пішак · f3 чорний пішак · h3 чорний пішак · a2 біла тура · e1 білий кінь · f1 білий король | a8 білий ферзь · d7 чорний пішак · c6 чорний пішак · g6 білий кінь · a5 чорний пішак · e5 чорна тура · f5 чорна тура · c4 білий пішак · d4 білий слон · e4 чорний король · f4 чорний пішак · g4 білий пішак · c3 білий пішак · f3 чорний пішак · h3 чорний пішак · a2 біла тура · e1 білий кінь · f1 білий король | a8 білий ферзь · d7 чорний пішак · c6 чорний пішак · g6 білий кінь · a5 чорний пішак · e5 чорна тура · f5 чорна тура · c4 білий пішак · d4 білий слон · e4 чорний король · f4 чорний пішак · g4 білий пішак · c3 білий пішак · f3 чорний пішак · h3 чорний пішак · a2 біла тура · e1 білий кінь · f1 білий король | a8 білий ферзь · d7 чорний пішак · c6 чорний пішак · g6 білий кінь · a5 чорний пішак · e5 чорна тура · f5 чорна тура · c4 білий пішак · d4 білий слон · e4 чорний король · f4 чорний пішак · g4 білий пішак · c3 білий пішак · f3 чорний пішак · h3 чорний пішак · a2 біла тура · e1 білий кінь · f1 білий король | a8 білий ферзь · d7 чорний пішак · c6 чорний пішак · g6 білий кінь · a5 чорний пішак · e5 чорна тура · f5 чорна тура · c4 білий пішак · d4 білий слон · e4 чорний король · f4 чорний пішак · g4 білий пішак · c3 білий пішак · f3 чорний пішак · h3 чорний пішак · a2 біла тура · e1 білий кінь · f1 білий король | a8 білий ферзь · d7 чорний пішак · c6 чорний пішак · g6 білий кінь · a5 чорний пішак · e5 чорна тура · f5 чорна тура · c4 білий пішак · d4 білий слон · e4 чорний король · f4 чорний пішак · g4 білий пішак · c3 білий пішак · f3 чорний пішак · h3 чорний пішак · a2 біла тура · e1 білий кінь · f1 білий король | a8 білий ферзь · d7 чорний пішак · c6 чорний пішак · g6 білий кінь · a5 чорний пішак · e5 чорна тура · f5 чорна тура · c4 білий пішак · d4 білий слон · e4 чорний король · f4 чорний пішак · g4 білий пішак · c3 білий пішак · f3 чорний пішак · h3 чорний пішак · a2 біла тура · e1 білий кінь · f1 білий король | 1 |
|   | a | b | c | d | e | f | g | h |   |

1. Db8? ~ 2. Db1#, 1. ... Tb5!

1. Dh8! ~ 2. D:h3 ~ 3. D:f3#

1. ... Tg5 2. Db8 ~ 3. Db1#
            2. ... Tb5 3. D:f4#
1. ... Th5 2. Db8 ~  3. Db1#
            2. ... Tb5 3. D:f4#
- — - — - — -
1. ... h2 2. D:h2 ~ 3. Dc2# 2. ... f2 3. Te2#
Під час гри чорні тури віддаляються одна від одної. Чорна форма теми виражена в ортодоксальному жанрі.
|   | a | b | c | d | e | f | g | h |   |
| 8 | g8 білий слон · f7 біла тура · a6 чорний слон · e6 біла тура · h6 чорний слон · e5 чорна тура · f5 чорна тура · a3 чорний пішак · b3 чорний пішак · a2 чорний король · h1 білий король | g8 білий слон · f7 біла тура · a6 чорний слон · e6 біла тура · h6 чорний слон · e5 чорна тура · f5 чорна тура · a3 чорний пішак · b3 чорний пішак · a2 чорний король · h1 білий король | g8 білий слон · f7 біла тура · a6 чорний слон · e6 біла тура · h6 чорний слон · e5 чорна тура · f5 чорна тура · a3 чорний пішак · b3 чорний пішак · a2 чорний король · h1 білий король | g8 білий слон · f7 біла тура · a6 чорний слон · e6 біла тура · h6 чорний слон · e5 чорна тура · f5 чорна тура · a3 чорний пішак · b3 чорний пішак · a2 чорний король · h1 білий король | g8 білий слон · f7 біла тура · a6 чорний слон · e6 біла тура · h6 чорний слон · e5 чорна тура · f5 чорна тура · a3 чорний пішак · b3 чорний пішак · a2 чорний король · h1 білий король | g8 білий слон · f7 біла тура · a6 чорний слон · e6 біла тура · h6 чорний слон · e5 чорна тура · f5 чорна тура · a3 чорний пішак · b3 чорний пішак · a2 чорний король · h1 білий король | g8 білий слон · f7 біла тура · a6 чорний слон · e6 біла тура · h6 чорний слон · e5 чорна тура · f5 чорна тура · a3 чорний пішак · b3 чорний пішак · a2 чорний король · h1 білий король | g8 білий слон · f7 біла тура · a6 чорний слон · e6 біла тура · h6 чорний слон · e5 чорна тура · f5 чорна тура · a3 чорний пішак · b3 чорний пішак · a2 чорний король · h1 білий король | 8 |
| 7 | g8 білий слон · f7 біла тура · a6 чорний слон · e6 біла тура · h6 чорний слон · e5 чорна тура · f5 чорна тура · a3 чорний пішак · b3 чорний пішак · a2 чорний король · h1 білий король | g8 білий слон · f7 біла тура · a6 чорний слон · e6 біла тура · h6 чорний слон · e5 чорна тура · f5 чорна тура · a3 чорний пішак · b3 чорний пішак · a2 чорний король · h1 білий король | g8 білий слон · f7 біла тура · a6 чорний слон · e6 біла тура · h6 чорний слон · e5 чорна тура · f5 чорна тура · a3 чорний пішак · b3 чорний пішак · a2 чорний король · h1 білий король | g8 білий слон · f7 біла тура · a6 чорний слон · e6 біла тура · h6 чорний слон · e5 чорна тура · f5 чорна тура · a3 чорний пішак · b3 чорний пішак · a2 чорний король · h1 білий король | g8 білий слон · f7 біла тура · a6 чорний слон · e6 біла тура · h6 чорний слон · e5 чорна тура · f5 чорна тура · a3 чорний пішак · b3 чорний пішак · a2 чорний король · h1 білий король | g8 білий слон · f7 біла тура · a6 чорний слон · e6 біла тура · h6 чорний слон · e5 чорна тура · f5 чорна тура · a3 чорний пішак · b3 чорний пішак · a2 чорний король · h1 білий король | g8 білий слон · f7 біла тура · a6 чорний слон · e6 біла тура · h6 чорний слон · e5 чорна тура · f5 чорна тура · a3 чорний пішак · b3 чорний пішак · a2 чорний король · h1 білий король | g8 білий слон · f7 біла тура · a6 чорний слон · e6 біла тура · h6 чорний слон · e5 чорна тура · f5 чорна тура · a3 чорний пішак · b3 чорний пішак · a2 чорний король · h1 білий король | 7 |
| 6 | g8 білий слон · f7 біла тура · a6 чорний слон · e6 біла тура · h6 чорний слон · e5 чорна тура · f5 чорна тура · a3 чорний пішак · b3 чорний пішак · a2 чорний король · h1 білий король | g8 білий слон · f7 біла тура · a6 чорний слон · e6 біла тура · h6 чорний слон · e5 чорна тура · f5 чорна тура · a3 чорний пішак · b3 чорний пішак · a2 чорний король · h1 білий король | g8 білий слон · f7 біла тура · a6 чорний слон · e6 біла тура · h6 чорний слон · e5 чорна тура · f5 чорна тура · a3 чорний пішак · b3 чорний пішак · a2 чорний король · h1 білий король | g8 білий слон · f7 біла тура · a6 чорний слон · e6 біла тура · h6 чорний слон · e5 чорна тура · f5 чорна тура · a3 чорний пішак · b3 чорний пішак · a2 чорний король · h1 білий король | g8 білий слон · f7 біла тура · a6 чорний слон · e6 біла тура · h6 чорний слон · e5 чорна тура · f5 чорна тура · a3 чорний пішак · b3 чорний пішак · a2 чорний король · h1 білий король | g8 білий слон · f7 біла тура · a6 чорний слон · e6 біла тура · h6 чорний слон · e5 чорна тура · f5 чорна тура · a3 чорний пішак · b3 чорний пішак · a2 чорний король · h1 білий король | g8 білий слон · f7 біла тура · a6 чорний слон · e6 біла тура · h6 чорний слон · e5 чорна тура · f5 чорна тура · a3 чорний пішак · b3 чорний пішак · a2 чорний король · h1 білий король | g8 білий слон · f7 біла тура · a6 чорний слон · e6 біла тура · h6 чорний слон · e5 чорна тура · f5 чорна тура · a3 чорний пішак · b3 чорний пішак · a2 чорний король · h1 білий король | 6 |
| 5 | g8 білий слон · f7 біла тура · a6 чорний слон · e6 біла тура · h6 чорний слон · e5 чорна тура · f5 чорна тура · a3 чорний пішак · b3 чорний пішак · a2 чорний король · h1 білий король | g8 білий слон · f7 біла тура · a6 чорний слон · e6 біла тура · h6 чорний слон · e5 чорна тура · f5 чорна тура · a3 чорний пішак · b3 чорний пішак · a2 чорний король · h1 білий король | g8 білий слон · f7 біла тура · a6 чорний слон · e6 біла тура · h6 чорний слон · e5 чорна тура · f5 чорна тура · a3 чорний пішак · b3 чорний пішак · a2 чорний король · h1 білий король | g8 білий слон · f7 біла тура · a6 чорний слон · e6 біла тура · h6 чорний слон · e5 чорна тура · f5 чорна тура · a3 чорний пішак · b3 чорний пішак · a2 чорний король · h1 білий король | g8 білий слон · f7 біла тура · a6 чорний слон · e6 біла тура · h6 чорний слон · e5 чорна тура · f5 чорна тура · a3 чорний пішак · b3 чорний пішак · a2 чорний король · h1 білий король | g8 білий слон · f7 біла тура · a6 чорний слон · e6 біла тура · h6 чорний слон · e5 чорна тура · f5 чорна тура · a3 чорний пішак · b3 чорний пішак · a2 чорний король · h1 білий король | g8 білий слон · f7 біла тура · a6 чорний слон · e6 біла тура · h6 чорний слон · e5 чорна тура · f5 чорна тура · a3 чорний пішак · b3 чорний пішак · a2 чорний король · h1 білий король | g8 білий слон · f7 біла тура · a6 чорний слон · e6 біла тура · h6 чорний слон · e5 чорна тура · f5 чорна тура · a3 чорний пішак · b3 чорний пішак · a2 чорний король · h1 білий король | 5 |
| 4 | g8 білий слон · f7 біла тура · a6 чорний слон · e6 біла тура · h6 чорний слон · e5 чорна тура · f5 чорна тура · a3 чорний пішак · b3 чорний пішак · a2 чорний король · h1 білий король | g8 білий слон · f7 біла тура · a6 чорний слон · e6 біла тура · h6 чорний слон · e5 чорна тура · f5 чорна тура · a3 чорний пішак · b3 чорний пішак · a2 чорний король · h1 білий король | g8 білий слон · f7 біла тура · a6 чорний слон · e6 біла тура · h6 чорний слон · e5 чорна тура · f5 чорна тура · a3 чорний пішак · b3 чорний пішак · a2 чорний король · h1 білий король | g8 білий слон · f7 біла тура · a6 чорний слон · e6 біла тура · h6 чорний слон · e5 чорна тура · f5 чорна тура · a3 чорний пішак · b3 чорний пішак · a2 чорний король · h1 білий король | g8 білий слон · f7 біла тура · a6 чорний слон · e6 біла тура · h6 чорний слон · e5 чорна тура · f5 чорна тура · a3 чорний пішак · b3 чорний пішак · a2 чорний король · h1 білий король | g8 білий слон · f7 біла тура · a6 чорний слон · e6 біла тура · h6 чорний слон · e5 чорна тура · f5 чорна тура · a3 чорний пішак · b3 чорний пішак · a2 чорний король · h1 білий король | g8 білий слон · f7 біла тура · a6 чорний слон · e6 біла тура · h6 чорний слон · e5 чорна тура · f5 чорна тура · a3 чорний пішак · b3 чорний пішак · a2 чорний король · h1 білий король | g8 білий слон · f7 біла тура · a6 чорний слон · e6 біла тура · h6 чорний слон · e5 чорна тура · f5 чорна тура · a3 чорний пішак · b3 чорний пішак · a2 чорний король · h1 білий король | 4 |
| 3 | g8 білий слон · f7 біла тура · a6 чорний слон · e6 біла тура · h6 чорний слон · e5 чорна тура · f5 чорна тура · a3 чорний пішак · b3 чорний пішак · a2 чорний король · h1 білий король | g8 білий слон · f7 біла тура · a6 чорний слон · e6 біла тура · h6 чорний слон · e5 чорна тура · f5 чорна тура · a3 чорний пішак · b3 чорний пішак · a2 чорний король · h1 білий король | g8 білий слон · f7 біла тура · a6 чорний слон · e6 біла тура · h6 чорний слон · e5 чорна тура · f5 чорна тура · a3 чорний пішак · b3 чорний пішак · a2 чорний король · h1 білий король | g8 білий слон · f7 біла тура · a6 чорний слон · e6 біла тура · h6 чорний слон · e5 чорна тура · f5 чорна тура · a3 чорний пішак · b3 чорний пішак · a2 чорний король · h1 білий король | g8 білий слон · f7 біла тура · a6 чорний слон · e6 біла тура · h6 чорний слон · e5 чорна тура · f5 чорна тура · a3 чорний пішак · b3 чорний пішак · a2 чорний король · h1 білий король | g8 білий слон · f7 біла тура · a6 чорний слон · e6 біла тура · h6 чорний слон · e5 чорна тура · f5 чорна тура · a3 чорний пішак · b3 чорний пішак · a2 чорний король · h1 білий король | g8 білий слон · f7 біла тура · a6 чорний слон · e6 біла тура · h6 чорний слон · e5 чорна тура · f5 чорна тура · a3 чорний пішак · b3 чорний пішак · a2 чорний король · h1 білий король | g8 білий слон · f7 біла тура · a6 чорний слон · e6 біла тура · h6 чорний слон · e5 чорна тура · f5 чорна тура · a3 чорний пішак · b3 чорний пішак · a2 чорний король · h1 білий король | 3 |
| 2 | g8 білий слон · f7 біла тура · a6 чорний слон · e6 біла тура · h6 чорний слон · e5 чорна тура · f5 чорна тура · a3 чорний пішак · b3 чорний пішак · a2 чорний король · h1 білий король | g8 білий слон · f7 біла тура · a6 чорний слон · e6 біла тура · h6 чорний слон · e5 чорна тура · f5 чорна тура · a3 чорний пішак · b3 чорний пішак · a2 чорний король · h1 білий король | g8 білий слон · f7 біла тура · a6 чорний слон · e6 біла тура · h6 чорний слон · e5 чорна тура · f5 чорна тура · a3 чорний пішак · b3 чорний пішак · a2 чорний король · h1 білий король | g8 білий слон · f7 біла тура · a6 чорний слон · e6 біла тура · h6 чорний слон · e5 чорна тура · f5 чорна тура · a3 чорний пішак · b3 чорний пішак · a2 чорний король · h1 білий король | g8 білий слон · f7 біла тура · a6 чорний слон · e6 біла тура · h6 чорний слон · e5 чорна тура · f5 чорна тура · a3 чорний пішак · b3 чорний пішак · a2 чорний король · h1 білий король | g8 білий слон · f7 біла тура · a6 чорний слон · e6 біла тура · h6 чорний слон · e5 чорна тура · f5 чорна тура · a3 чорний пішак · b3 чорний пішак · a2 чорний король · h1 білий король | g8 білий слон · f7 біла тура · a6 чорний слон · e6 біла тура · h6 чорний слон · e5 чорна тура · f5 чорна тура · a3 чорний пішак · b3 чорний пішак · a2 чорний король · h1 білий король | g8 білий слон · f7 біла тура · a6 чорний слон · e6 біла тура · h6 чорний слон · e5 чорна тура · f5 чорна тура · a3 чорний пішак · b3 чорний пішак · a2 чорний король · h1 білий король | 2 |
| 1 | g8 білий слон · f7 біла тура · a6 чорний слон · e6 біла тура · h6 чорний слон · e5 чорна тура · f5 чорна тура · a3 чорний пішак · b3 чорний пішак · a2 чорний король · h1 білий король | g8 білий слон · f7 біла тура · a6 чорний слон · e6 біла тура · h6 чорний слон · e5 чорна тура · f5 чорна тура · a3 чорний пішак · b3 чорний пішак · a2 чорний король · h1 білий король | g8 білий слон · f7 біла тура · a6 чорний слон · e6 біла тура · h6 чорний слон · e5 чорна тура · f5 чорна тура · a3 чорний пішак · b3 чорний пішак · a2 чорний король · h1 білий король | g8 білий слон · f7 біла тура · a6 чорний слон · e6 біла тура · h6 чорний слон · e5 чорна тура · f5 чорна тура · a3 чорний пішак · b3 чорний пішак · a2 чорний король · h1 білий король | g8 білий слон · f7 біла тура · a6 чорний слон · e6 біла тура · h6 чорний слон · e5 чорна тура · f5 чорна тура · a3 чорний пішак · b3 чорний пішак · a2 чорний король · h1 білий король | g8 білий слон · f7 біла тура · a6 чорний слон · e6 біла тура · h6 чорний слон · e5 чорна тура · f5 чорна тура · a3 чорний пішак · b3 чорний пішак · a2 чорний король · h1 білий король | g8 білий слон · f7 біла тура · a6 чорний слон · e6 біла тура · h6 чорний слон · e5 чорна тура · f5 чорна тура · a3 чорний пішак · b3 чорний пішак · a2 чорний король · h1 білий король | g8 білий слон · f7 біла тура · a6 чорний слон · e6 біла тура · h6 чорний слон · e5 чорна тура · f5 чорна тура · a3 чорний пішак · b3 чорний пішак · a2 чорний король · h1 білий король | 1 |
|   | a | b | c | d | e | f | g | h |   |

2 Sol

I  1. Tb5 A Te1 2. Tg5 B Tf2#
II 1. Tg5 B Tf1  2. Tb5 A Te2#
Дві чорні тури в процесі рішення віддаляються одна від одної. На тлі чергування ходів чорних фігур виражено чорну форму теми в кооперативному жанрі.

### Змішана форма
Для вираження змішаної форми необхідно, щоб в процесі гри віддалялися одна від одної біла і чорна фігури.
|   | a | b | c | d | e | f | g | h |   |
| 8 | e8 чорний король · b7 чорний пішак · c7 біла тура · d7 білий кінь · f7 чорний пішак · b6 білий пішак · c6 чорний пішак · d6 чорний пішак · f6 білий слон · h5 чорний пішак · a4 білий слон · f4 білий пішак · g4 чорний слон · h4 білий король · f3 чорний пішак · g3 білий ферзь · e2 білий пішак | e8 чорний король · b7 чорний пішак · c7 біла тура · d7 білий кінь · f7 чорний пішак · b6 білий пішак · c6 чорний пішак · d6 чорний пішак · f6 білий слон · h5 чорний пішак · a4 білий слон · f4 білий пішак · g4 чорний слон · h4 білий король · f3 чорний пішак · g3 білий ферзь · e2 білий пішак | e8 чорний король · b7 чорний пішак · c7 біла тура · d7 білий кінь · f7 чорний пішак · b6 білий пішак · c6 чорний пішак · d6 чорний пішак · f6 білий слон · h5 чорний пішак · a4 білий слон · f4 білий пішак · g4 чорний слон · h4 білий король · f3 чорний пішак · g3 білий ферзь · e2 білий пішак | e8 чорний король · b7 чорний пішак · c7 біла тура · d7 білий кінь · f7 чорний пішак · b6 білий пішак · c6 чорний пішак · d6 чорний пішак · f6 білий слон · h5 чорний пішак · a4 білий слон · f4 білий пішак · g4 чорний слон · h4 білий король · f3 чорний пішак · g3 білий ферзь · e2 білий пішак | e8 чорний король · b7 чорний пішак · c7 біла тура · d7 білий кінь · f7 чорний пішак · b6 білий пішак · c6 чорний пішак · d6 чорний пішак · f6 білий слон · h5 чорний пішак · a4 білий слон · f4 білий пішак · g4 чорний слон · h4 білий король · f3 чорний пішак · g3 білий ферзь · e2 білий пішак | e8 чорний король · b7 чорний пішак · c7 біла тура · d7 білий кінь · f7 чорний пішак · b6 білий пішак · c6 чорний пішак · d6 чорний пішак · f6 білий слон · h5 чорний пішак · a4 білий слон · f4 білий пішак · g4 чорний слон · h4 білий король · f3 чорний пішак · g3 білий ферзь · e2 білий пішак | e8 чорний король · b7 чорний пішак · c7 біла тура · d7 білий кінь · f7 чорний пішак · b6 білий пішак · c6 чорний пішак · d6 чорний пішак · f6 білий слон · h5 чорний пішак · a4 білий слон · f4 білий пішак · g4 чорний слон · h4 білий король · f3 чорний пішак · g3 білий ферзь · e2 білий пішак | e8 чорний король · b7 чорний пішак · c7 біла тура · d7 білий кінь · f7 чорний пішак · b6 білий пішак · c6 чорний пішак · d6 чорний пішак · f6 білий слон · h5 чорний пішак · a4 білий слон · f4 білий пішак · g4 чорний слон · h4 білий король · f3 чорний пішак · g3 білий ферзь · e2 білий пішак | 8 |
| 7 | e8 чорний король · b7 чорний пішак · c7 біла тура · d7 білий кінь · f7 чорний пішак · b6 білий пішак · c6 чорний пішак · d6 чорний пішак · f6 білий слон · h5 чорний пішак · a4 білий слон · f4 білий пішак · g4 чорний слон · h4 білий король · f3 чорний пішак · g3 білий ферзь · e2 білий пішак | e8 чорний король · b7 чорний пішак · c7 біла тура · d7 білий кінь · f7 чорний пішак · b6 білий пішак · c6 чорний пішак · d6 чорний пішак · f6 білий слон · h5 чорний пішак · a4 білий слон · f4 білий пішак · g4 чорний слон · h4 білий король · f3 чорний пішак · g3 білий ферзь · e2 білий пішак | e8 чорний король · b7 чорний пішак · c7 біла тура · d7 білий кінь · f7 чорний пішак · b6 білий пішак · c6 чорний пішак · d6 чорний пішак · f6 білий слон · h5 чорний пішак · a4 білий слон · f4 білий пішак · g4 чорний слон · h4 білий король · f3 чорний пішак · g3 білий ферзь · e2 білий пішак | e8 чорний король · b7 чорний пішак · c7 біла тура · d7 білий кінь · f7 чорний пішак · b6 білий пішак · c6 чорний пішак · d6 чорний пішак · f6 білий слон · h5 чорний пішак · a4 білий слон · f4 білий пішак · g4 чорний слон · h4 білий король · f3 чорний пішак · g3 білий ферзь · e2 білий пішак | e8 чорний король · b7 чорний пішак · c7 біла тура · d7 білий кінь · f7 чорний пішак · b6 білий пішак · c6 чорний пішак · d6 чорний пішак · f6 білий слон · h5 чорний пішак · a4 білий слон · f4 білий пішак · g4 чорний слон · h4 білий король · f3 чорний пішак · g3 білий ферзь · e2 білий пішак | e8 чорний король · b7 чорний пішак · c7 біла тура · d7 білий кінь · f7 чорний пішак · b6 білий пішак · c6 чорний пішак · d6 чорний пішак · f6 білий слон · h5 чорний пішак · a4 білий слон · f4 білий пішак · g4 чорний слон · h4 білий король · f3 чорний пішак · g3 білий ферзь · e2 білий пішак | e8 чорний король · b7 чорний пішак · c7 біла тура · d7 білий кінь · f7 чорний пішак · b6 білий пішак · c6 чорний пішак · d6 чорний пішак · f6 білий слон · h5 чорний пішак · a4 білий слон · f4 білий пішак · g4 чорний слон · h4 білий король · f3 чорний пішак · g3 білий ферзь · e2 білий пішак | e8 чорний король · b7 чорний пішак · c7 біла тура · d7 білий кінь · f7 чорний пішак · b6 білий пішак · c6 чорний пішак · d6 чорний пішак · f6 білий слон · h5 чорний пішак · a4 білий слон · f4 білий пішак · g4 чорний слон · h4 білий король · f3 чорний пішак · g3 білий ферзь · e2 білий пішак | 7 |
| 6 | e8 чорний король · b7 чорний пішак · c7 біла тура · d7 білий кінь · f7 чорний пішак · b6 білий пішак · c6 чорний пішак · d6 чорний пішак · f6 білий слон · h5 чорний пішак · a4 білий слон · f4 білий пішак · g4 чорний слон · h4 білий король · f3 чорний пішак · g3 білий ферзь · e2 білий пішак | e8 чорний король · b7 чорний пішак · c7 біла тура · d7 білий кінь · f7 чорний пішак · b6 білий пішак · c6 чорний пішак · d6 чорний пішак · f6 білий слон · h5 чорний пішак · a4 білий слон · f4 білий пішак · g4 чорний слон · h4 білий король · f3 чорний пішак · g3 білий ферзь · e2 білий пішак | e8 чорний король · b7 чорний пішак · c7 біла тура · d7 білий кінь · f7 чорний пішак · b6 білий пішак · c6 чорний пішак · d6 чорний пішак · f6 білий слон · h5 чорний пішак · a4 білий слон · f4 білий пішак · g4 чорний слон · h4 білий король · f3 чорний пішак · g3 білий ферзь · e2 білий пішак | e8 чорний король · b7 чорний пішак · c7 біла тура · d7 білий кінь · f7 чорний пішак · b6 білий пішак · c6 чорний пішак · d6 чорний пішак · f6 білий слон · h5 чорний пішак · a4 білий слон · f4 білий пішак · g4 чорний слон · h4 білий король · f3 чорний пішак · g3 білий ферзь · e2 білий пішак | e8 чорний король · b7 чорний пішак · c7 біла тура · d7 білий кінь · f7 чорний пішак · b6 білий пішак · c6 чорний пішак · d6 чорний пішак · f6 білий слон · h5 чорний пішак · a4 білий слон · f4 білий пішак · g4 чорний слон · h4 білий король · f3 чорний пішак · g3 білий ферзь · e2 білий пішак | e8 чорний король · b7 чорний пішак · c7 біла тура · d7 білий кінь · f7 чорний пішак · b6 білий пішак · c6 чорний пішак · d6 чорний пішак · f6 білий слон · h5 чорний пішак · a4 білий слон · f4 білий пішак · g4 чорний слон · h4 білий король · f3 чорний пішак · g3 білий ферзь · e2 білий пішак | e8 чорний король · b7 чорний пішак · c7 біла тура · d7 білий кінь · f7 чорний пішак · b6 білий пішак · c6 чорний пішак · d6 чорний пішак · f6 білий слон · h5 чорний пішак · a4 білий слон · f4 білий пішак · g4 чорний слон · h4 білий король · f3 чорний пішак · g3 білий ферзь · e2 білий пішак | e8 чорний король · b7 чорний пішак · c7 біла тура · d7 білий кінь · f7 чорний пішак · b6 білий пішак · c6 чорний пішак · d6 чорний пішак · f6 білий слон · h5 чорний пішак · a4 білий слон · f4 білий пішак · g4 чорний слон · h4 білий король · f3 чорний пішак · g3 білий ферзь · e2 білий пішак | 6 |
| 5 | e8 чорний король · b7 чорний пішак · c7 біла тура · d7 білий кінь · f7 чорний пішак · b6 білий пішак · c6 чорний пішак · d6 чорний пішак · f6 білий слон · h5 чорний пішак · a4 білий слон · f4 білий пішак · g4 чорний слон · h4 білий король · f3 чорний пішак · g3 білий ферзь · e2 білий пішак | e8 чорний король · b7 чорний пішак · c7 біла тура · d7 білий кінь · f7 чорний пішак · b6 білий пішак · c6 чорний пішак · d6 чорний пішак · f6 білий слон · h5 чорний пішак · a4 білий слон · f4 білий пішак · g4 чорний слон · h4 білий король · f3 чорний пішак · g3 білий ферзь · e2 білий пішак | e8 чорний король · b7 чорний пішак · c7 біла тура · d7 білий кінь · f7 чорний пішак · b6 білий пішак · c6 чорний пішак · d6 чорний пішак · f6 білий слон · h5 чорний пішак · a4 білий слон · f4 білий пішак · g4 чорний слон · h4 білий король · f3 чорний пішак · g3 білий ферзь · e2 білий пішак | e8 чорний король · b7 чорний пішак · c7 біла тура · d7 білий кінь · f7 чорний пішак · b6 білий пішак · c6 чорний пішак · d6 чорний пішак · f6 білий слон · h5 чорний пішак · a4 білий слон · f4 білий пішак · g4 чорний слон · h4 білий король · f3 чорний пішак · g3 білий ферзь · e2 білий пішак | e8 чорний король · b7 чорний пішак · c7 біла тура · d7 білий кінь · f7 чорний пішак · b6 білий пішак · c6 чорний пішак · d6 чорний пішак · f6 білий слон · h5 чорний пішак · a4 білий слон · f4 білий пішак · g4 чорний слон · h4 білий король · f3 чорний пішак · g3 білий ферзь · e2 білий пішак | e8 чорний король · b7 чорний пішак · c7 біла тура · d7 білий кінь · f7 чорний пішак · b6 білий пішак · c6 чорний пішак · d6 чорний пішак · f6 білий слон · h5 чорний пішак · a4 білий слон · f4 білий пішак · g4 чорний слон · h4 білий король · f3 чорний пішак · g3 білий ферзь · e2 білий пішак | e8 чорний король · b7 чорний пішак · c7 біла тура · d7 білий кінь · f7 чорний пішак · b6 білий пішак · c6 чорний пішак · d6 чорний пішак · f6 білий слон · h5 чорний пішак · a4 білий слон · f4 білий пішак · g4 чорний слон · h4 білий король · f3 чорний пішак · g3 білий ферзь · e2 білий пішак | e8 чорний король · b7 чорний пішак · c7 біла тура · d7 білий кінь · f7 чорний пішак · b6 білий пішак · c6 чорний пішак · d6 чорний пішак · f6 білий слон · h5 чорний пішак · a4 білий слон · f4 білий пішак · g4 чорний слон · h4 білий король · f3 чорний пішак · g3 білий ферзь · e2 білий пішак | 5 |
| 4 | e8 чорний король · b7 чорний пішак · c7 біла тура · d7 білий кінь · f7 чорний пішак · b6 білий пішак · c6 чорний пішак · d6 чорний пішак · f6 білий слон · h5 чорний пішак · a4 білий слон · f4 білий пішак · g4 чорний слон · h4 білий король · f3 чорний пішак · g3 білий ферзь · e2 білий пішак | e8 чорний король · b7 чорний пішак · c7 біла тура · d7 білий кінь · f7 чорний пішак · b6 білий пішак · c6 чорний пішак · d6 чорний пішак · f6 білий слон · h5 чорний пішак · a4 білий слон · f4 білий пішак · g4 чорний слон · h4 білий король · f3 чорний пішак · g3 білий ферзь · e2 білий пішак | e8 чорний король · b7 чорний пішак · c7 біла тура · d7 білий кінь · f7 чорний пішак · b6 білий пішак · c6 чорний пішак · d6 чорний пішак · f6 білий слон · h5 чорний пішак · a4 білий слон · f4 білий пішак · g4 чорний слон · h4 білий король · f3 чорний пішак · g3 білий ферзь · e2 білий пішак | e8 чорний король · b7 чорний пішак · c7 біла тура · d7 білий кінь · f7 чорний пішак · b6 білий пішак · c6 чорний пішак · d6 чорний пішак · f6 білий слон · h5 чорний пішак · a4 білий слон · f4 білий пішак · g4 чорний слон · h4 білий король · f3 чорний пішак · g3 білий ферзь · e2 білий пішак | e8 чорний король · b7 чорний пішак · c7 біла тура · d7 білий кінь · f7 чорний пішак · b6 білий пішак · c6 чорний пішак · d6 чорний пішак · f6 білий слон · h5 чорний пішак · a4 білий слон · f4 білий пішак · g4 чорний слон · h4 білий король · f3 чорний пішак · g3 білий ферзь · e2 білий пішак | e8 чорний король · b7 чорний пішак · c7 біла тура · d7 білий кінь · f7 чорний пішак · b6 білий пішак · c6 чорний пішак · d6 чорний пішак · f6 білий слон · h5 чорний пішак · a4 білий слон · f4 білий пішак · g4 чорний слон · h4 білий король · f3 чорний пішак · g3 білий ферзь · e2 білий пішак | e8 чорний король · b7 чорний пішак · c7 біла тура · d7 білий кінь · f7 чорний пішак · b6 білий пішак · c6 чорний пішак · d6 чорний пішак · f6 білий слон · h5 чорний пішак · a4 білий слон · f4 білий пішак · g4 чорний слон · h4 білий король · f3 чорний пішак · g3 білий ферзь · e2 білий пішак | e8 чорний король · b7 чорний пішак · c7 біла тура · d7 білий кінь · f7 чорний пішак · b6 білий пішак · c6 чорний пішак · d6 чорний пішак · f6 білий слон · h5 чорний пішак · a4 білий слон · f4 білий пішак · g4 чорний слон · h4 білий король · f3 чорний пішак · g3 білий ферзь · e2 білий пішак | 4 |
| 3 | e8 чорний король · b7 чорний пішак · c7 біла тура · d7 білий кінь · f7 чорний пішак · b6 білий пішак · c6 чорний пішак · d6 чорний пішак · f6 білий слон · h5 чорний пішак · a4 білий слон · f4 білий пішак · g4 чорний слон · h4 білий король · f3 чорний пішак · g3 білий ферзь · e2 білий пішак | e8 чорний король · b7 чорний пішак · c7 біла тура · d7 білий кінь · f7 чорний пішак · b6 білий пішак · c6 чорний пішак · d6 чорний пішак · f6 білий слон · h5 чорний пішак · a4 білий слон · f4 білий пішак · g4 чорний слон · h4 білий король · f3 чорний пішак · g3 білий ферзь · e2 білий пішак | e8 чорний король · b7 чорний пішак · c7 біла тура · d7 білий кінь · f7 чорний пішак · b6 білий пішак · c6 чорний пішак · d6 чорний пішак · f6 білий слон · h5 чорний пішак · a4 білий слон · f4 білий пішак · g4 чорний слон · h4 білий король · f3 чорний пішак · g3 білий ферзь · e2 білий пішак | e8 чорний король · b7 чорний пішак · c7 біла тура · d7 білий кінь · f7 чорний пішак · b6 білий пішак · c6 чорний пішак · d6 чорний пішак · f6 білий слон · h5 чорний пішак · a4 білий слон · f4 білий пішак · g4 чорний слон · h4 білий король · f3 чорний пішак · g3 білий ферзь · e2 білий пішак | e8 чорний король · b7 чорний пішак · c7 біла тура · d7 білий кінь · f7 чорний пішак · b6 білий пішак · c6 чорний пішак · d6 чорний пішак · f6 білий слон · h5 чорний пішак · a4 білий слон · f4 білий пішак · g4 чорний слон · h4 білий король · f3 чорний пішак · g3 білий ферзь · e2 білий пішак | e8 чорний король · b7 чорний пішак · c7 біла тура · d7 білий кінь · f7 чорний пішак · b6 білий пішак · c6 чорний пішак · d6 чорний пішак · f6 білий слон · h5 чорний пішак · a4 білий слон · f4 білий пішак · g4 чорний слон · h4 білий король · f3 чорний пішак · g3 білий ферзь · e2 білий пішак | e8 чорний король · b7 чорний пішак · c7 біла тура · d7 білий кінь · f7 чорний пішак · b6 білий пішак · c6 чорний пішак · d6 чорний пішак · f6 білий слон · h5 чорний пішак · a4 білий слон · f4 білий пішак · g4 чорний слон · h4 білий король · f3 чорний пішак · g3 білий ферзь · e2 білий пішак | e8 чорний король · b7 чорний пішак · c7 біла тура · d7 білий кінь · f7 чорний пішак · b6 білий пішак · c6 чорний пішак · d6 чорний пішак · f6 білий слон · h5 чорний пішак · a4 білий слон · f4 білий пішак · g4 чорний слон · h4 білий король · f3 чорний пішак · g3 білий ферзь · e2 білий пішак | 3 |
| 2 | e8 чорний король · b7 чорний пішак · c7 біла тура · d7 білий кінь · f7 чорний пішак · b6 білий пішак · c6 чорний пішак · d6 чорний пішак · f6 білий слон · h5 чорний пішак · a4 білий слон · f4 білий пішак · g4 чорний слон · h4 білий король · f3 чорний пішак · g3 білий ферзь · e2 білий пішак | e8 чорний король · b7 чорний пішак · c7 біла тура · d7 білий кінь · f7 чорний пішак · b6 білий пішак · c6 чорний пішак · d6 чорний пішак · f6 білий слон · h5 чорний пішак · a4 білий слон · f4 білий пішак · g4 чорний слон · h4 білий король · f3 чорний пішак · g3 білий ферзь · e2 білий пішак | e8 чорний король · b7 чорний пішак · c7 біла тура · d7 білий кінь · f7 чорний пішак · b6 білий пішак · c6 чорний пішак · d6 чорний пішак · f6 білий слон · h5 чорний пішак · a4 білий слон · f4 білий пішак · g4 чорний слон · h4 білий король · f3 чорний пішак · g3 білий ферзь · e2 білий пішак | e8 чорний король · b7 чорний пішак · c7 біла тура · d7 білий кінь · f7 чорний пішак · b6 білий пішак · c6 чорний пішак · d6 чорний пішак · f6 білий слон · h5 чорний пішак · a4 білий слон · f4 білий пішак · g4 чорний слон · h4 білий король · f3 чорний пішак · g3 білий ферзь · e2 білий пішак | e8 чорний король · b7 чорний пішак · c7 біла тура · d7 білий кінь · f7 чорний пішак · b6 білий пішак · c6 чорний пішак · d6 чорний пішак · f6 білий слон · h5 чорний пішак · a4 білий слон · f4 білий пішак · g4 чорний слон · h4 білий король · f3 чорний пішак · g3 білий ферзь · e2 білий пішак | e8 чорний король · b7 чорний пішак · c7 біла тура · d7 білий кінь · f7 чорний пішак · b6 білий пішак · c6 чорний пішак · d6 чорний пішак · f6 білий слон · h5 чорний пішак · a4 білий слон · f4 білий пішак · g4 чорний слон · h4 білий король · f3 чорний пішак · g3 білий ферзь · e2 білий пішак | e8 чорний король · b7 чорний пішак · c7 біла тура · d7 білий кінь · f7 чорний пішак · b6 білий пішак · c6 чорний пішак · d6 чорний пішак · f6 білий слон · h5 чорний пішак · a4 білий слон · f4 білий пішак · g4 чорний слон · h4 білий король · f3 чорний пішак · g3 білий ферзь · e2 білий пішак | e8 чорний король · b7 чорний пішак · c7 біла тура · d7 білий кінь · f7 чорний пішак · b6 білий пішак · c6 чорний пішак · d6 чорний пішак · f6 білий слон · h5 чорний пішак · a4 білий слон · f4 білий пішак · g4 чорний слон · h4 білий король · f3 чорний пішак · g3 білий ферзь · e2 білий пішак | 2 |
| 1 | e8 чорний король · b7 чорний пішак · c7 біла тура · d7 білий кінь · f7 чорний пішак · b6 білий пішак · c6 чорний пішак · d6 чорний пішак · f6 білий слон · h5 чорний пішак · a4 білий слон · f4 білий пішак · g4 чорний слон · h4 білий король · f3 чорний пішак · g3 білий ферзь · e2 білий пішак | e8 чорний король · b7 чорний пішак · c7 біла тура · d7 білий кінь · f7 чорний пішак · b6 білий пішак · c6 чорний пішак · d6 чорний пішак · f6 білий слон · h5 чорний пішак · a4 білий слон · f4 білий пішак · g4 чорний слон · h4 білий король · f3 чорний пішак · g3 білий ферзь · e2 білий пішак | e8 чорний король · b7 чорний пішак · c7 біла тура · d7 білий кінь · f7 чорний пішак · b6 білий пішак · c6 чорний пішак · d6 чорний пішак · f6 білий слон · h5 чорний пішак · a4 білий слон · f4 білий пішак · g4 чорний слон · h4 білий король · f3 чорний пішак · g3 білий ферзь · e2 білий пішак | e8 чорний король · b7 чорний пішак · c7 біла тура · d7 білий кінь · f7 чорний пішак · b6 білий пішак · c6 чорний пішак · d6 чорний пішак · f6 білий слон · h5 чорний пішак · a4 білий слон · f4 білий пішак · g4 чорний слон · h4 білий король · f3 чорний пішак · g3 білий ферзь · e2 білий пішак | e8 чорний король · b7 чорний пішак · c7 біла тура · d7 білий кінь · f7 чорний пішак · b6 білий пішак · c6 чорний пішак · d6 чорний пішак · f6 білий слон · h5 чорний пішак · a4 білий слон · f4 білий пішак · g4 чорний слон · h4 білий король · f3 чорний пішак · g3 білий ферзь · e2 білий пішак | e8 чорний король · b7 чорний пішак · c7 біла тура · d7 білий кінь · f7 чорний пішак · b6 білий пішак · c6 чорний пішак · d6 чорний пішак · f6 білий слон · h5 чорний пішак · a4 білий слон · f4 білий пішак · g4 чорний слон · h4 білий король · f3 чорний пішак · g3 білий ферзь · e2 білий пішак | e8 чорний король · b7 чорний пішак · c7 біла тура · d7 білий кінь · f7 чорний пішак · b6 білий пішак · c6 чорний пішак · d6 чорний пішак · f6 білий слон · h5 чорний пішак · a4 білий слон · f4 білий пішак · g4 чорний слон · h4 білий король · f3 чорний пішак · g3 білий ферзь · e2 білий пішак | e8 чорний король · b7 чорний пішак · c7 біла тура · d7 білий кінь · f7 чорний пішак · b6 білий пішак · c6 чорний пішак · d6 чорний пішак · f6 білий слон · h5 чорний пішак · a4 білий слон · f4 білий пішак · g4 чорний слон · h4 білий король · f3 чорний пішак · g3 білий ферзь · e2 білий пішак | 1 |
|   | a | b | c | d | e | f | g | h |   |

1. f5! ~ Zz
1. ... f2 2. De3#
1. ... c5 2. Tc8#
- — - — - — -
1. ... d5 2. De5#
1. ... L~ 2. Dg8#
Білі і чорні фігури взаємно віддаляються одна від одної. Змішана форма виражена в ортодоксальному жанрі.
|   | a | b | c | d | e | f | g | h |   |
| 8 | c8 чорна тура · f7 чорний пішак · c6 чорний пішак · b5 чорний пішак · e4 білий слон · g4 чорний пішак · a3 чорний пішак · c3 білий слон · d3 чорний слон · g2 білий король · b1 чорний король | c8 чорна тура · f7 чорний пішак · c6 чорний пішак · b5 чорний пішак · e4 білий слон · g4 чорний пішак · a3 чорний пішак · c3 білий слон · d3 чорний слон · g2 білий король · b1 чорний король | c8 чорна тура · f7 чорний пішак · c6 чорний пішак · b5 чорний пішак · e4 білий слон · g4 чорний пішак · a3 чорний пішак · c3 білий слон · d3 чорний слон · g2 білий король · b1 чорний король | c8 чорна тура · f7 чорний пішак · c6 чорний пішак · b5 чорний пішак · e4 білий слон · g4 чорний пішак · a3 чорний пішак · c3 білий слон · d3 чорний слон · g2 білий король · b1 чорний король | c8 чорна тура · f7 чорний пішак · c6 чорний пішак · b5 чорний пішак · e4 білий слон · g4 чорний пішак · a3 чорний пішак · c3 білий слон · d3 чорний слон · g2 білий король · b1 чорний король | c8 чорна тура · f7 чорний пішак · c6 чорний пішак · b5 чорний пішак · e4 білий слон · g4 чорний пішак · a3 чорний пішак · c3 білий слон · d3 чорний слон · g2 білий король · b1 чорний король | c8 чорна тура · f7 чорний пішак · c6 чорний пішак · b5 чорний пішак · e4 білий слон · g4 чорний пішак · a3 чорний пішак · c3 білий слон · d3 чорний слон · g2 білий король · b1 чорний король | c8 чорна тура · f7 чорний пішак · c6 чорний пішак · b5 чорний пішак · e4 білий слон · g4 чорний пішак · a3 чорний пішак · c3 білий слон · d3 чорний слон · g2 білий король · b1 чорний король | 8 |
| 7 | c8 чорна тура · f7 чорний пішак · c6 чорний пішак · b5 чорний пішак · e4 білий слон · g4 чорний пішак · a3 чорний пішак · c3 білий слон · d3 чорний слон · g2 білий король · b1 чорний король | c8 чорна тура · f7 чорний пішак · c6 чорний пішак · b5 чорний пішак · e4 білий слон · g4 чорний пішак · a3 чорний пішак · c3 білий слон · d3 чорний слон · g2 білий король · b1 чорний король | c8 чорна тура · f7 чорний пішак · c6 чорний пішак · b5 чорний пішак · e4 білий слон · g4 чорний пішак · a3 чорний пішак · c3 білий слон · d3 чорний слон · g2 білий король · b1 чорний король | c8 чорна тура · f7 чорний пішак · c6 чорний пішак · b5 чорний пішак · e4 білий слон · g4 чорний пішак · a3 чорний пішак · c3 білий слон · d3 чорний слон · g2 білий король · b1 чорний король | c8 чорна тура · f7 чорний пішак · c6 чорний пішак · b5 чорний пішак · e4 білий слон · g4 чорний пішак · a3 чорний пішак · c3 білий слон · d3 чорний слон · g2 білий король · b1 чорний король | c8 чорна тура · f7 чорний пішак · c6 чорний пішак · b5 чорний пішак · e4 білий слон · g4 чорний пішак · a3 чорний пішак · c3 білий слон · d3 чорний слон · g2 білий король · b1 чорний король | c8 чорна тура · f7 чорний пішак · c6 чорний пішак · b5 чорний пішак · e4 білий слон · g4 чорний пішак · a3 чорний пішак · c3 білий слон · d3 чорний слон · g2 білий король · b1 чорний король | c8 чорна тура · f7 чорний пішак · c6 чорний пішак · b5 чорний пішак · e4 білий слон · g4 чорний пішак · a3 чорний пішак · c3 білий слон · d3 чорний слон · g2 білий король · b1 чорний король | 7 |
| 6 | c8 чорна тура · f7 чорний пішак · c6 чорний пішак · b5 чорний пішак · e4 білий слон · g4 чорний пішак · a3 чорний пішак · c3 білий слон · d3 чорний слон · g2 білий король · b1 чорний король | c8 чорна тура · f7 чорний пішак · c6 чорний пішак · b5 чорний пішак · e4 білий слон · g4 чорний пішак · a3 чорний пішак · c3 білий слон · d3 чорний слон · g2 білий король · b1 чорний король | c8 чорна тура · f7 чорний пішак · c6 чорний пішак · b5 чорний пішак · e4 білий слон · g4 чорний пішак · a3 чорний пішак · c3 білий слон · d3 чорний слон · g2 білий король · b1 чорний король | c8 чорна тура · f7 чорний пішак · c6 чорний пішак · b5 чорний пішак · e4 білий слон · g4 чорний пішак · a3 чорний пішак · c3 білий слон · d3 чорний слон · g2 білий король · b1 чорний король | c8 чорна тура · f7 чорний пішак · c6 чорний пішак · b5 чорний пішак · e4 білий слон · g4 чорний пішак · a3 чорний пішак · c3 білий слон · d3 чорний слон · g2 білий король · b1 чорний король | c8 чорна тура · f7 чорний пішак · c6 чорний пішак · b5 чорний пішак · e4 білий слон · g4 чорний пішак · a3 чорний пішак · c3 білий слон · d3 чорний слон · g2 білий король · b1 чорний король | c8 чорна тура · f7 чорний пішак · c6 чорний пішак · b5 чорний пішак · e4 білий слон · g4 чорний пішак · a3 чорний пішак · c3 білий слон · d3 чорний слон · g2 білий король · b1 чорний король | c8 чорна тура · f7 чорний пішак · c6 чорний пішак · b5 чорний пішак · e4 білий слон · g4 чорний пішак · a3 чорний пішак · c3 білий слон · d3 чорний слон · g2 білий король · b1 чорний король | 6 |
| 5 | c8 чорна тура · f7 чорний пішак · c6 чорний пішак · b5 чорний пішак · e4 білий слон · g4 чорний пішак · a3 чорний пішак · c3 білий слон · d3 чорний слон · g2 білий король · b1 чорний король | c8 чорна тура · f7 чорний пішак · c6 чорний пішак · b5 чорний пішак · e4 білий слон · g4 чорний пішак · a3 чорний пішак · c3 білий слон · d3 чорний слон · g2 білий король · b1 чорний король | c8 чорна тура · f7 чорний пішак · c6 чорний пішак · b5 чорний пішак · e4 білий слон · g4 чорний пішак · a3 чорний пішак · c3 білий слон · d3 чорний слон · g2 білий король · b1 чорний король | c8 чорна тура · f7 чорний пішак · c6 чорний пішак · b5 чорний пішак · e4 білий слон · g4 чорний пішак · a3 чорний пішак · c3 білий слон · d3 чорний слон · g2 білий король · b1 чорний король | c8 чорна тура · f7 чорний пішак · c6 чорний пішак · b5 чорний пішак · e4 білий слон · g4 чорний пішак · a3 чорний пішак · c3 білий слон · d3 чорний слон · g2 білий король · b1 чорний король | c8 чорна тура · f7 чорний пішак · c6 чорний пішак · b5 чорний пішак · e4 білий слон · g4 чорний пішак · a3 чорний пішак · c3 білий слон · d3 чорний слон · g2 білий король · b1 чорний король | c8 чорна тура · f7 чорний пішак · c6 чорний пішак · b5 чорний пішак · e4 білий слон · g4 чорний пішак · a3 чорний пішак · c3 білий слон · d3 чорний слон · g2 білий король · b1 чорний король | c8 чорна тура · f7 чорний пішак · c6 чорний пішак · b5 чорний пішак · e4 білий слон · g4 чорний пішак · a3 чорний пішак · c3 білий слон · d3 чорний слон · g2 білий король · b1 чорний король | 5 |
| 4 | c8 чорна тура · f7 чорний пішак · c6 чорний пішак · b5 чорний пішак · e4 білий слон · g4 чорний пішак · a3 чорний пішак · c3 білий слон · d3 чорний слон · g2 білий король · b1 чорний король | c8 чорна тура · f7 чорний пішак · c6 чорний пішак · b5 чорний пішак · e4 білий слон · g4 чорний пішак · a3 чорний пішак · c3 білий слон · d3 чорний слон · g2 білий король · b1 чорний король | c8 чорна тура · f7 чорний пішак · c6 чорний пішак · b5 чорний пішак · e4 білий слон · g4 чорний пішак · a3 чорний пішак · c3 білий слон · d3 чорний слон · g2 білий король · b1 чорний король | c8 чорна тура · f7 чорний пішак · c6 чорний пішак · b5 чорний пішак · e4 білий слон · g4 чорний пішак · a3 чорний пішак · c3 білий слон · d3 чорний слон · g2 білий король · b1 чорний король | c8 чорна тура · f7 чорний пішак · c6 чорний пішак · b5 чорний пішак · e4 білий слон · g4 чорний пішак · a3 чорний пішак · c3 білий слон · d3 чорний слон · g2 білий король · b1 чорний король | c8 чорна тура · f7 чорний пішак · c6 чорний пішак · b5 чорний пішак · e4 білий слон · g4 чорний пішак · a3 чорний пішак · c3 білий слон · d3 чорний слон · g2 білий король · b1 чорний король | c8 чорна тура · f7 чорний пішак · c6 чорний пішак · b5 чорний пішак · e4 білий слон · g4 чорний пішак · a3 чорний пішак · c3 білий слон · d3 чорний слон · g2 білий король · b1 чорний король | c8 чорна тура · f7 чорний пішак · c6 чорний пішак · b5 чорний пішак · e4 білий слон · g4 чорний пішак · a3 чорний пішак · c3 білий слон · d3 чорний слон · g2 білий король · b1 чорний король | 4 |
| 3 | c8 чорна тура · f7 чорний пішак · c6 чорний пішак · b5 чорний пішак · e4 білий слон · g4 чорний пішак · a3 чорний пішак · c3 білий слон · d3 чорний слон · g2 білий король · b1 чорний король | c8 чорна тура · f7 чорний пішак · c6 чорний пішак · b5 чорний пішак · e4 білий слон · g4 чорний пішак · a3 чорний пішак · c3 білий слон · d3 чорний слон · g2 білий король · b1 чорний король | c8 чорна тура · f7 чорний пішак · c6 чорний пішак · b5 чорний пішак · e4 білий слон · g4 чорний пішак · a3 чорний пішак · c3 білий слон · d3 чорний слон · g2 білий король · b1 чорний король | c8 чорна тура · f7 чорний пішак · c6 чорний пішак · b5 чорний пішак · e4 білий слон · g4 чорний пішак · a3 чорний пішак · c3 білий слон · d3 чорний слон · g2 білий король · b1 чорний король | c8 чорна тура · f7 чорний пішак · c6 чорний пішак · b5 чорний пішак · e4 білий слон · g4 чорний пішак · a3 чорний пішак · c3 білий слон · d3 чорний слон · g2 білий король · b1 чорний король | c8 чорна тура · f7 чорний пішак · c6 чорний пішак · b5 чорний пішак · e4 білий слон · g4 чорний пішак · a3 чорний пішак · c3 білий слон · d3 чорний слон · g2 білий король · b1 чорний король | c8 чорна тура · f7 чорний пішак · c6 чорний пішак · b5 чорний пішак · e4 білий слон · g4 чорний пішак · a3 чорний пішак · c3 білий слон · d3 чорний слон · g2 білий король · b1 чорний король | c8 чорна тура · f7 чорний пішак · c6 чорний пішак · b5 чорний пішак · e4 білий слон · g4 чорний пішак · a3 чорний пішак · c3 білий слон · d3 чорний слон · g2 білий король · b1 чорний король | 3 |
| 2 | c8 чорна тура · f7 чорний пішак · c6 чорний пішак · b5 чорний пішак · e4 білий слон · g4 чорний пішак · a3 чорний пішак · c3 білий слон · d3 чорний слон · g2 білий король · b1 чорний король | c8 чорна тура · f7 чорний пішак · c6 чорний пішак · b5 чорний пішак · e4 білий слон · g4 чорний пішак · a3 чорний пішак · c3 білий слон · d3 чорний слон · g2 білий король · b1 чорний король | c8 чорна тура · f7 чорний пішак · c6 чорний пішак · b5 чорний пішак · e4 білий слон · g4 чорний пішак · a3 чорний пішак · c3 білий слон · d3 чорний слон · g2 білий король · b1 чорний король | c8 чорна тура · f7 чорний пішак · c6 чорний пішак · b5 чорний пішак · e4 білий слон · g4 чорний пішак · a3 чорний пішак · c3 білий слон · d3 чорний слон · g2 білий король · b1 чорний король | c8 чорна тура · f7 чорний пішак · c6 чорний пішак · b5 чорний пішак · e4 білий слон · g4 чорний пішак · a3 чорний пішак · c3 білий слон · d3 чорний слон · g2 білий король · b1 чорний король | c8 чорна тура · f7 чорний пішак · c6 чорний пішак · b5 чорний пішак · e4 білий слон · g4 чорний пішак · a3 чорний пішак · c3 білий слон · d3 чорний слон · g2 білий король · b1 чорний король | c8 чорна тура · f7 чорний пішак · c6 чорний пішак · b5 чорний пішак · e4 білий слон · g4 чорний пішак · a3 чорний пішак · c3 білий слон · d3 чорний слон · g2 білий король · b1 чорний король | c8 чорна тура · f7 чорний пішак · c6 чорний пішак · b5 чорний пішак · e4 білий слон · g4 чорний пішак · a3 чорний пішак · c3 білий слон · d3 чорний слон · g2 білий король · b1 чорний король | 2 |
| 1 | c8 чорна тура · f7 чорний пішак · c6 чорний пішак · b5 чорний пішак · e4 білий слон · g4 чорний пішак · a3 чорний пішак · c3 білий слон · d3 чорний слон · g2 білий король · b1 чорний король | c8 чорна тура · f7 чорний пішак · c6 чорний пішак · b5 чорний пішак · e4 білий слон · g4 чорний пішак · a3 чорний пішак · c3 білий слон · d3 чорний слон · g2 білий король · b1 чорний король | c8 чорна тура · f7 чорний пішак · c6 чорний пішак · b5 чорний пішак · e4 білий слон · g4 чорний пішак · a3 чорний пішак · c3 білий слон · d3 чорний слон · g2 білий король · b1 чорний король | c8 чорна тура · f7 чорний пішак · c6 чорний пішак · b5 чорний пішак · e4 білий слон · g4 чорний пішак · a3 чорний пішак · c3 білий слон · d3 чорний слон · g2 білий король · b1 чорний король | c8 чорна тура · f7 чорний пішак · c6 чорний пішак · b5 чорний пішак · e4 білий слон · g4 чорний пішак · a3 чорний пішак · c3 білий слон · d3 чорний слон · g2 білий король · b1 чорний король | c8 чорна тура · f7 чорний пішак · c6 чорний пішак · b5 чорний пішак · e4 білий слон · g4 чорний пішак · a3 чорний пішак · c3 білий слон · d3 чорний слон · g2 білий король · b1 чорний король | c8 чорна тура · f7 чорний пішак · c6 чорний пішак · b5 чорний пішак · e4 білий слон · g4 чорний пішак · a3 чорний пішак · c3 білий слон · d3 чорний слон · g2 білий король · b1 чорний король | c8 чорна тура · f7 чорний пішак · c6 чорний пішак · b5 чорний пішак · e4 білий слон · g4 чорний пішак · a3 чорний пішак · c3 білий слон · d3 чорний слон · g2 білий король · b1 чорний король | 1 |
|   | a | b | c | d | e | f | g | h |   |

b) b1 → c2

a) 1. Ka2 Lg6 2. Lb1 L:f7#
b) 1. Kd1 Lf5 2. Lc2 L:g4#
Чорний слон двічі віддаляється від білого слона, а той, у свою чергу, також двічі віддаляється від чорного. Тема виражена в кооперативному жанрі.

### Повна форма
Для вираження повної форми необхідно, щоб в процесі гри віддалялися одна від одної дві білих фігури і аналогічно дві чорних фігури.
|   | a | b | c | d | e | f | g | h |   |
| 8 | c8 білий король · e8 біла тура · f8 біла тура · c6 чорний слон · e6 білий пішак · b5 чорний ферзь · f5 білий слон · b4 чорний пішак · h4 чорна тура · d3 білий пішак · g3 чорний пішак · d2 чорний пішак · f2 чорний король · g2 чорний пішак · g1 чорна тура | c8 білий король · e8 біла тура · f8 біла тура · c6 чорний слон · e6 білий пішак · b5 чорний ферзь · f5 білий слон · b4 чорний пішак · h4 чорна тура · d3 білий пішак · g3 чорний пішак · d2 чорний пішак · f2 чорний король · g2 чорний пішак · g1 чорна тура | c8 білий король · e8 біла тура · f8 біла тура · c6 чорний слон · e6 білий пішак · b5 чорний ферзь · f5 білий слон · b4 чорний пішак · h4 чорна тура · d3 білий пішак · g3 чорний пішак · d2 чорний пішак · f2 чорний король · g2 чорний пішак · g1 чорна тура | c8 білий король · e8 біла тура · f8 біла тура · c6 чорний слон · e6 білий пішак · b5 чорний ферзь · f5 білий слон · b4 чорний пішак · h4 чорна тура · d3 білий пішак · g3 чорний пішак · d2 чорний пішак · f2 чорний король · g2 чорний пішак · g1 чорна тура | c8 білий король · e8 біла тура · f8 біла тура · c6 чорний слон · e6 білий пішак · b5 чорний ферзь · f5 білий слон · b4 чорний пішак · h4 чорна тура · d3 білий пішак · g3 чорний пішак · d2 чорний пішак · f2 чорний король · g2 чорний пішак · g1 чорна тура | c8 білий король · e8 біла тура · f8 біла тура · c6 чорний слон · e6 білий пішак · b5 чорний ферзь · f5 білий слон · b4 чорний пішак · h4 чорна тура · d3 білий пішак · g3 чорний пішак · d2 чорний пішак · f2 чорний король · g2 чорний пішак · g1 чорна тура | c8 білий король · e8 біла тура · f8 біла тура · c6 чорний слон · e6 білий пішак · b5 чорний ферзь · f5 білий слон · b4 чорний пішак · h4 чорна тура · d3 білий пішак · g3 чорний пішак · d2 чорний пішак · f2 чорний король · g2 чорний пішак · g1 чорна тура | c8 білий король · e8 біла тура · f8 біла тура · c6 чорний слон · e6 білий пішак · b5 чорний ферзь · f5 білий слон · b4 чорний пішак · h4 чорна тура · d3 білий пішак · g3 чорний пішак · d2 чорний пішак · f2 чорний король · g2 чорний пішак · g1 чорна тура | 8 |
| 7 | c8 білий король · e8 біла тура · f8 біла тура · c6 чорний слон · e6 білий пішак · b5 чорний ферзь · f5 білий слон · b4 чорний пішак · h4 чорна тура · d3 білий пішак · g3 чорний пішак · d2 чорний пішак · f2 чорний король · g2 чорний пішак · g1 чорна тура | c8 білий король · e8 біла тура · f8 біла тура · c6 чорний слон · e6 білий пішак · b5 чорний ферзь · f5 білий слон · b4 чорний пішак · h4 чорна тура · d3 білий пішак · g3 чорний пішак · d2 чорний пішак · f2 чорний король · g2 чорний пішак · g1 чорна тура | c8 білий король · e8 біла тура · f8 біла тура · c6 чорний слон · e6 білий пішак · b5 чорний ферзь · f5 білий слон · b4 чорний пішак · h4 чорна тура · d3 білий пішак · g3 чорний пішак · d2 чорний пішак · f2 чорний король · g2 чорний пішак · g1 чорна тура | c8 білий король · e8 біла тура · f8 біла тура · c6 чорний слон · e6 білий пішак · b5 чорний ферзь · f5 білий слон · b4 чорний пішак · h4 чорна тура · d3 білий пішак · g3 чорний пішак · d2 чорний пішак · f2 чорний король · g2 чорний пішак · g1 чорна тура | c8 білий король · e8 біла тура · f8 біла тура · c6 чорний слон · e6 білий пішак · b5 чорний ферзь · f5 білий слон · b4 чорний пішак · h4 чорна тура · d3 білий пішак · g3 чорний пішак · d2 чорний пішак · f2 чорний король · g2 чорний пішак · g1 чорна тура | c8 білий король · e8 біла тура · f8 біла тура · c6 чорний слон · e6 білий пішак · b5 чорний ферзь · f5 білий слон · b4 чорний пішак · h4 чорна тура · d3 білий пішак · g3 чорний пішак · d2 чорний пішак · f2 чорний король · g2 чорний пішак · g1 чорна тура | c8 білий король · e8 біла тура · f8 біла тура · c6 чорний слон · e6 білий пішак · b5 чорний ферзь · f5 білий слон · b4 чорний пішак · h4 чорна тура · d3 білий пішак · g3 чорний пішак · d2 чорний пішак · f2 чорний король · g2 чорний пішак · g1 чорна тура | c8 білий король · e8 біла тура · f8 біла тура · c6 чорний слон · e6 білий пішак · b5 чорний ферзь · f5 білий слон · b4 чорний пішак · h4 чорна тура · d3 білий пішак · g3 чорний пішак · d2 чорний пішак · f2 чорний король · g2 чорний пішак · g1 чорна тура | 7 |
| 6 | c8 білий король · e8 біла тура · f8 біла тура · c6 чорний слон · e6 білий пішак · b5 чорний ферзь · f5 білий слон · b4 чорний пішак · h4 чорна тура · d3 білий пішак · g3 чорний пішак · d2 чорний пішак · f2 чорний король · g2 чорний пішак · g1 чорна тура | c8 білий король · e8 біла тура · f8 біла тура · c6 чорний слон · e6 білий пішак · b5 чорний ферзь · f5 білий слон · b4 чорний пішак · h4 чорна тура · d3 білий пішак · g3 чорний пішак · d2 чорний пішак · f2 чорний король · g2 чорний пішак · g1 чорна тура | c8 білий король · e8 біла тура · f8 біла тура · c6 чорний слон · e6 білий пішак · b5 чорний ферзь · f5 білий слон · b4 чорний пішак · h4 чорна тура · d3 білий пішак · g3 чорний пішак · d2 чорний пішак · f2 чорний король · g2 чорний пішак · g1 чорна тура | c8 білий король · e8 біла тура · f8 біла тура · c6 чорний слон · e6 білий пішак · b5 чорний ферзь · f5 білий слон · b4 чорний пішак · h4 чорна тура · d3 білий пішак · g3 чорний пішак · d2 чорний пішак · f2 чорний король · g2 чорний пішак · g1 чорна тура | c8 білий король · e8 біла тура · f8 біла тура · c6 чорний слон · e6 білий пішак · b5 чорний ферзь · f5 білий слон · b4 чорний пішак · h4 чорна тура · d3 білий пішак · g3 чорний пішак · d2 чорний пішак · f2 чорний король · g2 чорний пішак · g1 чорна тура | c8 білий король · e8 біла тура · f8 біла тура · c6 чорний слон · e6 білий пішак · b5 чорний ферзь · f5 білий слон · b4 чорний пішак · h4 чорна тура · d3 білий пішак · g3 чорний пішак · d2 чорний пішак · f2 чорний король · g2 чорний пішак · g1 чорна тура | c8 білий король · e8 біла тура · f8 біла тура · c6 чорний слон · e6 білий пішак · b5 чорний ферзь · f5 білий слон · b4 чорний пішак · h4 чорна тура · d3 білий пішак · g3 чорний пішак · d2 чорний пішак · f2 чорний король · g2 чорний пішак · g1 чорна тура | c8 білий король · e8 біла тура · f8 біла тура · c6 чорний слон · e6 білий пішак · b5 чорний ферзь · f5 білий слон · b4 чорний пішак · h4 чорна тура · d3 білий пішак · g3 чорний пішак · d2 чорний пішак · f2 чорний король · g2 чорний пішак · g1 чорна тура | 6 |
| 5 | c8 білий король · e8 біла тура · f8 біла тура · c6 чорний слон · e6 білий пішак · b5 чорний ферзь · f5 білий слон · b4 чорний пішак · h4 чорна тура · d3 білий пішак · g3 чорний пішак · d2 чорний пішак · f2 чорний король · g2 чорний пішак · g1 чорна тура | c8 білий король · e8 біла тура · f8 біла тура · c6 чорний слон · e6 білий пішак · b5 чорний ферзь · f5 білий слон · b4 чорний пішак · h4 чорна тура · d3 білий пішак · g3 чорний пішак · d2 чорний пішак · f2 чорний король · g2 чорний пішак · g1 чорна тура | c8 білий король · e8 біла тура · f8 біла тура · c6 чорний слон · e6 білий пішак · b5 чорний ферзь · f5 білий слон · b4 чорний пішак · h4 чорна тура · d3 білий пішак · g3 чорний пішак · d2 чорний пішак · f2 чорний король · g2 чорний пішак · g1 чорна тура | c8 білий король · e8 біла тура · f8 біла тура · c6 чорний слон · e6 білий пішак · b5 чорний ферзь · f5 білий слон · b4 чорний пішак · h4 чорна тура · d3 білий пішак · g3 чорний пішак · d2 чорний пішак · f2 чорний король · g2 чорний пішак · g1 чорна тура | c8 білий король · e8 біла тура · f8 біла тура · c6 чорний слон · e6 білий пішак · b5 чорний ферзь · f5 білий слон · b4 чорний пішак · h4 чорна тура · d3 білий пішак · g3 чорний пішак · d2 чорний пішак · f2 чорний король · g2 чорний пішак · g1 чорна тура | c8 білий король · e8 біла тура · f8 біла тура · c6 чорний слон · e6 білий пішак · b5 чорний ферзь · f5 білий слон · b4 чорний пішак · h4 чорна тура · d3 білий пішак · g3 чорний пішак · d2 чорний пішак · f2 чорний король · g2 чорний пішак · g1 чорна тура | c8 білий король · e8 біла тура · f8 біла тура · c6 чорний слон · e6 білий пішак · b5 чорний ферзь · f5 білий слон · b4 чорний пішак · h4 чорна тура · d3 білий пішак · g3 чорний пішак · d2 чорний пішак · f2 чорний король · g2 чорний пішак · g1 чорна тура | c8 білий король · e8 біла тура · f8 біла тура · c6 чорний слон · e6 білий пішак · b5 чорний ферзь · f5 білий слон · b4 чорний пішак · h4 чорна тура · d3 білий пішак · g3 чорний пішак · d2 чорний пішак · f2 чорний король · g2 чорний пішак · g1 чорна тура | 5 |
| 4 | c8 білий король · e8 біла тура · f8 біла тура · c6 чорний слон · e6 білий пішак · b5 чорний ферзь · f5 білий слон · b4 чорний пішак · h4 чорна тура · d3 білий пішак · g3 чорний пішак · d2 чорний пішак · f2 чорний король · g2 чорний пішак · g1 чорна тура | c8 білий король · e8 біла тура · f8 біла тура · c6 чорний слон · e6 білий пішак · b5 чорний ферзь · f5 білий слон · b4 чорний пішак · h4 чорна тура · d3 білий пішак · g3 чорний пішак · d2 чорний пішак · f2 чорний король · g2 чорний пішак · g1 чорна тура | c8 білий король · e8 біла тура · f8 біла тура · c6 чорний слон · e6 білий пішак · b5 чорний ферзь · f5 білий слон · b4 чорний пішак · h4 чорна тура · d3 білий пішак · g3 чорний пішак · d2 чорний пішак · f2 чорний король · g2 чорний пішак · g1 чорна тура | c8 білий король · e8 біла тура · f8 біла тура · c6 чорний слон · e6 білий пішак · b5 чорний ферзь · f5 білий слон · b4 чорний пішак · h4 чорна тура · d3 білий пішак · g3 чорний пішак · d2 чорний пішак · f2 чорний король · g2 чорний пішак · g1 чорна тура | c8 білий король · e8 біла тура · f8 біла тура · c6 чорний слон · e6 білий пішак · b5 чорний ферзь · f5 білий слон · b4 чорний пішак · h4 чорна тура · d3 білий пішак · g3 чорний пішак · d2 чорний пішак · f2 чорний король · g2 чорний пішак · g1 чорна тура | c8 білий король · e8 біла тура · f8 біла тура · c6 чорний слон · e6 білий пішак · b5 чорний ферзь · f5 білий слон · b4 чорний пішак · h4 чорна тура · d3 білий пішак · g3 чорний пішак · d2 чорний пішак · f2 чорний король · g2 чорний пішак · g1 чорна тура | c8 білий король · e8 біла тура · f8 біла тура · c6 чорний слон · e6 білий пішак · b5 чорний ферзь · f5 білий слон · b4 чорний пішак · h4 чорна тура · d3 білий пішак · g3 чорний пішак · d2 чорний пішак · f2 чорний король · g2 чорний пішак · g1 чорна тура | c8 білий король · e8 біла тура · f8 біла тура · c6 чорний слон · e6 білий пішак · b5 чорний ферзь · f5 білий слон · b4 чорний пішак · h4 чорна тура · d3 білий пішак · g3 чорний пішак · d2 чорний пішак · f2 чорний король · g2 чорний пішак · g1 чорна тура | 4 |
| 3 | c8 білий король · e8 біла тура · f8 біла тура · c6 чорний слон · e6 білий пішак · b5 чорний ферзь · f5 білий слон · b4 чорний пішак · h4 чорна тура · d3 білий пішак · g3 чорний пішак · d2 чорний пішак · f2 чорний король · g2 чорний пішак · g1 чорна тура | c8 білий король · e8 біла тура · f8 біла тура · c6 чорний слон · e6 білий пішак · b5 чорний ферзь · f5 білий слон · b4 чорний пішак · h4 чорна тура · d3 білий пішак · g3 чорний пішак · d2 чорний пішак · f2 чорний король · g2 чорний пішак · g1 чорна тура | c8 білий король · e8 біла тура · f8 біла тура · c6 чорний слон · e6 білий пішак · b5 чорний ферзь · f5 білий слон · b4 чорний пішак · h4 чорна тура · d3 білий пішак · g3 чорний пішак · d2 чорний пішак · f2 чорний король · g2 чорний пішак · g1 чорна тура | c8 білий король · e8 біла тура · f8 біла тура · c6 чорний слон · e6 білий пішак · b5 чорний ферзь · f5 білий слон · b4 чорний пішак · h4 чорна тура · d3 білий пішак · g3 чорний пішак · d2 чорний пішак · f2 чорний король · g2 чорний пішак · g1 чорна тура | c8 білий король · e8 біла тура · f8 біла тура · c6 чорний слон · e6 білий пішак · b5 чорний ферзь · f5 білий слон · b4 чорний пішак · h4 чорна тура · d3 білий пішак · g3 чорний пішак · d2 чорний пішак · f2 чорний король · g2 чорний пішак · g1 чорна тура | c8 білий король · e8 біла тура · f8 біла тура · c6 чорний слон · e6 білий пішак · b5 чорний ферзь · f5 білий слон · b4 чорний пішак · h4 чорна тура · d3 білий пішак · g3 чорний пішак · d2 чорний пішак · f2 чорний король · g2 чорний пішак · g1 чорна тура | c8 білий король · e8 біла тура · f8 біла тура · c6 чорний слон · e6 білий пішак · b5 чорний ферзь · f5 білий слон · b4 чорний пішак · h4 чорна тура · d3 білий пішак · g3 чорний пішак · d2 чорний пішак · f2 чорний король · g2 чорний пішак · g1 чорна тура | c8 білий король · e8 біла тура · f8 біла тура · c6 чорний слон · e6 білий пішак · b5 чорний ферзь · f5 білий слон · b4 чорний пішак · h4 чорна тура · d3 білий пішак · g3 чорний пішак · d2 чорний пішак · f2 чорний король · g2 чорний пішак · g1 чорна тура | 3 |
| 2 | c8 білий король · e8 біла тура · f8 біла тура · c6 чорний слон · e6 білий пішак · b5 чорний ферзь · f5 білий слон · b4 чорний пішак · h4 чорна тура · d3 білий пішак · g3 чорний пішак · d2 чорний пішак · f2 чорний король · g2 чорний пішак · g1 чорна тура | c8 білий король · e8 біла тура · f8 біла тура · c6 чорний слон · e6 білий пішак · b5 чорний ферзь · f5 білий слон · b4 чорний пішак · h4 чорна тура · d3 білий пішак · g3 чорний пішак · d2 чорний пішак · f2 чорний король · g2 чорний пішак · g1 чорна тура | c8 білий король · e8 біла тура · f8 біла тура · c6 чорний слон · e6 білий пішак · b5 чорний ферзь · f5 білий слон · b4 чорний пішак · h4 чорна тура · d3 білий пішак · g3 чорний пішак · d2 чорний пішак · f2 чорний король · g2 чорний пішак · g1 чорна тура | c8 білий король · e8 біла тура · f8 біла тура · c6 чорний слон · e6 білий пішак · b5 чорний ферзь · f5 білий слон · b4 чорний пішак · h4 чорна тура · d3 білий пішак · g3 чорний пішак · d2 чорний пішак · f2 чорний король · g2 чорний пішак · g1 чорна тура | c8 білий король · e8 біла тура · f8 біла тура · c6 чорний слон · e6 білий пішак · b5 чорний ферзь · f5 білий слон · b4 чорний пішак · h4 чорна тура · d3 білий пішак · g3 чорний пішак · d2 чорний пішак · f2 чорний король · g2 чорний пішак · g1 чорна тура | c8 білий король · e8 біла тура · f8 біла тура · c6 чорний слон · e6 білий пішак · b5 чорний ферзь · f5 білий слон · b4 чорний пішак · h4 чорна тура · d3 білий пішак · g3 чорний пішак · d2 чорний пішак · f2 чорний король · g2 чорний пішак · g1 чорна тура | c8 білий король · e8 біла тура · f8 біла тура · c6 чорний слон · e6 білий пішак · b5 чорний ферзь · f5 білий слон · b4 чорний пішак · h4 чорна тура · d3 білий пішак · g3 чорний пішак · d2 чорний пішак · f2 чорний король · g2 чорний пішак · g1 чорна тура | c8 білий король · e8 біла тура · f8 біла тура · c6 чорний слон · e6 білий пішак · b5 чорний ферзь · f5 білий слон · b4 чорний пішак · h4 чорна тура · d3 білий пішак · g3 чорний пішак · d2 чорний пішак · f2 чорний король · g2 чорний пішак · g1 чорна тура | 2 |
| 1 | c8 білий король · e8 біла тура · f8 біла тура · c6 чорний слон · e6 білий пішак · b5 чорний ферзь · f5 білий слон · b4 чорний пішак · h4 чорна тура · d3 білий пішак · g3 чорний пішак · d2 чорний пішак · f2 чорний король · g2 чорний пішак · g1 чорна тура | c8 білий король · e8 біла тура · f8 біла тура · c6 чорний слон · e6 білий пішак · b5 чорний ферзь · f5 білий слон · b4 чорний пішак · h4 чорна тура · d3 білий пішак · g3 чорний пішак · d2 чорний пішак · f2 чорний король · g2 чорний пішак · g1 чорна тура | c8 білий король · e8 біла тура · f8 біла тура · c6 чорний слон · e6 білий пішак · b5 чорний ферзь · f5 білий слон · b4 чорний пішак · h4 чорна тура · d3 білий пішак · g3 чорний пішак · d2 чорний пішак · f2 чорний король · g2 чорний пішак · g1 чорна тура | c8 білий король · e8 біла тура · f8 біла тура · c6 чорний слон · e6 білий пішак · b5 чорний ферзь · f5 білий слон · b4 чорний пішак · h4 чорна тура · d3 білий пішак · g3 чорний пішак · d2 чорний пішак · f2 чорний король · g2 чорний пішак · g1 чорна тура | c8 білий король · e8 біла тура · f8 біла тура · c6 чорний слон · e6 білий пішак · b5 чорний ферзь · f5 білий слон · b4 чорний пішак · h4 чорна тура · d3 білий пішак · g3 чорний пішак · d2 чорний пішак · f2 чорний король · g2 чорний пішак · g1 чорна тура | c8 білий король · e8 біла тура · f8 біла тура · c6 чорний слон · e6 білий пішак · b5 чорний ферзь · f5 білий слон · b4 чорний пішак · h4 чорна тура · d3 білий пішак · g3 чорний пішак · d2 чорний пішак · f2 чорний король · g2 чорний пішак · g1 чорна тура | c8 білий король · e8 біла тура · f8 біла тура · c6 чорний слон · e6 білий пішак · b5 чорний ферзь · f5 білий слон · b4 чорний пішак · h4 чорна тура · d3 білий пішак · g3 чорний пішак · d2 чорний пішак · f2 чорний король · g2 чорний пішак · g1 чорна тура | c8 білий король · e8 біла тура · f8 біла тура · c6 чорний слон · e6 білий пішак · b5 чорний ферзь · f5 білий слон · b4 чорний пішак · h4 чорна тура · d3 білий пішак · g3 чорний пішак · d2 чорний пішак · f2 чорний король · g2 чорний пішак · g1 чорна тура | 1 |
|   | a | b | c | d | e | f | g | h |   |

b) f2 → e1

a) 1. Ld7+ A ed7 B 2. Da4 C Lg4# D
b) 1. Da4  C Lg4 D 2. Ld7+ A ed7# B
Чорні фігури ферзь і слон віддаляються одна від другої, аналогічно проходить віддалення білого слона і пішака. Тема виражена в кооперативному жанрі.